# باشگاه فوتبال بارسلونا در فصل ۲۲–۲۰۲۱
فصل ۲۲–۲۰۲۱ صد و بیست‌ و دومین فصل حضور باشگاه بارسلونا و نود‌و‌یکمین فصل متوالی این باشگاه در لیگ برتر فوتبال اسپانیا است. بارسلونا علاوه بر لیگ داخلی، در رقابت‌های این فصل کوپا دل ری، سوپرکاپ اسپانیا، لیگ قهرمانان اروپا و لیگ اروپا نیز شرکت می‌کند.
از فصل ۰۴–۲۰۰۳، این اولین فصلی است که لیونل مسی، فوق‌ستارۀ آرژانتینی آبی‌اناری‌ها، در بارسلونا حضور ندارد.

## لباس‌ها
| لباس‌اول (لیگ‌داخلی) | لباس‌اول (اروپایی) | لباس‌دوم | لباس‌دوم (۲) | لباس‌سوم (۲۰–۲۰۱۹)۰ |

## مرور فصل
مه
در ۳۱ مه، بارسلونا اعلام کرد سرخیو آگوئرو را از منچسترسیتی به صورت رایگان به خدمت گرفته‌است.
ژوئن
در ۱ ژوئن، بارسلونا اعلام کرد که اریک گارسیا را از منچسترسیتی به صورت رایگان به خدمت گرفته‌است.
در ۲ ژوئن، بارسلونا اعلام کرد امرسون را از رئال بتیس به خدمت گرفته‌است. بارسا به بتیس اطلاع داده بود که از گزینه خود برای بازگرداندن امرسون پس از دو سال دوره قرضی طولانی مدت او با وردیبلانکوها استفاده خواهد کرد.
در ۱۹ ژوئن، بارسلونا اعلام کرد که ممفیس دیپای را از المپیک لیون به صورت رایگان به خدمت گرفته‌است.
در ۲۷ ژوئن، باشگاه نیس گزینه خود را برای خرید دائمی ژان کلیر-تودیبو از قرارداد قرضی خود به مبلغ ۸٫۵ میلیون یورو به اضافه ۷ میلیون یورو متغیر فعال کرد.
در ۲۹ ژوئن، بارسلونا و المپیک مارسی برای انتقال کنراد د لا فوئنته به مبلغ ۳ میلیون یورو به توافق رسیدند. بارسا همچنین درصدی از هر انتقال آینده این بازیکن را دریافت خواهد کرد. بارسا همچنین قرارداد ماتئوس فرناندز را فسخ کرد.
ژوئیه
در ۱ ژوئیه، قرارداد لیونل مسی در میان مذاکرات برای امضای یک قرارداد جدید منقضی شد و در واقع مسی را به یک بازیکن آزاد تبدیل کرد.
در ۴ ژوئیه، بارسلونا و ولورهمپتون به توافقی برای انتقال قرضی فرانسیسکو ترینکائو برای بقیه فصل با بند خرید ۲۹ میلیون یورویی رسیدند.
در ۶ ژوئیه، بارسلونا و لیدز یونایتد برای انتقال جونیور فیرپو به مبلغ ۱۵ میلیون یورو به توافق رسیدند.
در ۷ ژوئیه، باشگاه آلمریا بند خرید سرخیو اکیمه را به مبلغ ۳٫۵ میلیون یورو فعال کرد، به همراه اینکه بارسلونا حق ۱۰ ٪ از هر گونه فروش در آینده و همچنین حق اولین فسخ را برای خود محفوظ می‌دارد.
در ۹ ژوئیه، بارسلونا و باشگاه راپید وین بر سر انتقال قرضی یوسف دمیر به توافق رسیدند و بارسا بند خرید ۱۰ میلیون یورویی را دریافت کرد.
در ۱۰ ژوئیه، بارسلونا و ختافه برای انتقال کارلس آلنیا به توافق رسیدند.
در ۱۷ ژوئیه، مونچو در یک انتقال رایگان پس از انقضای قراردادش به گرانادا پیوست، به همراه اینکه بارسا حق ۵۰ ٪ از فروش آینده و حق اولین فسخ با گزینه خرید را برای خود محفوظ می‌دارد.
اوت
علیرغم رسیدن به توافق با مسی و برنامه‌ریزی برای امضای قرارداد در ۵ اوت، باشگاه اعلام کرد که مسی به دلیل موانع مالی و ساختاری ناشی از قوانین لالیگا در باشگاه نخواهد ماند. او در ۱۰ اوت سپس به پاری سن ژرمن پیوست.
در ۱۵ اوت، بارسلونا در خانه رئال سوسیداد را ۴–۲ شکست داد. گل‌های جرارد پیکه، سرجی روبرتو و یک گل از مارتین بریتویت پیروزی را در اولین بازی آنها در لالیگا در فصل تضمین کردند.
در ۲۱ اوت، بارسلونا در دومین بازی فصل مقابل اتلتیک بیلبائو در خارج از خانه در سن مامس به تساوی رسید. اینیگو مارتینز برای باشگاه اتلتیک گلزنی کرد و ممفیس دپای اولین گل رسمی خود را برای بارسا به ثمر رساند تا بازی با نتیجه ۱–۱ به پایان برسد.
در ۲۹ اوت، بارسلونا به لطف گل‌های سرجی روبرتو و ممفیس دپای، ختافه را ۲–۱ در خانه شکست داد.
در ۳۱ اوت، بارسلونا با لایپزیگ برای انتقال ایلاکس موریبا به مبلغ ۱۶ میلیون یورو با ۶ میلیون یورو به صورت متغیر به توافق رسید؛ با اسپزیا برای انتقال قرضی ری مانای به مبلغ ۳۰۰٬۰۰۰ یورو با بند خرید ۲٫۷ میلیون یورویی در پایان فصل به توافق رسید. با تاتنهام برای انتقال امرسون به مبلغ ۲۵ یورو به توافق رسید. و با اتلتیکو مادرید برای انتقال قرضی آنتوان گریزمان به مبلغ ۱۰ میلیون یورو با بند خرید اجباری ۴۰ میلیون یورو به توافق رسید. بارسا همچنین اعلام کرد که لوک دی یونگ را از سویا به صورت قرضی و طولانی مدت با بند خرید به خدمت گرفته‌است.
سپتامبر
در ۲ سپتامبر، بارسلونا و بشیکتاش برای انتقال قرضی میرالم پیانیچ برای ادامه فصل به توافق رسیدند.
در ۱۴ سپتامبر، بارسلونا در اولین بازی فصل لیگ قهرمانان اروپا با نتیجه ۳–۰ در خانه مقابل بایرن مونیخ شکست خورد. توماس مولر و روبرت لواندوفسکی (دو گل) برای باواریایی‌ها گلزنی کردند.
در ۲۰ سپتامبر، بارسلونا در خانه مقابل گرانادا ۱–۱ مساوی کرد. بارسا در اوایل بازی گل خورد، اما گل رونالد آرائوخو در آخرین دقیقه بازی، نتیجه را مساوی کرد.
در ۲۳ سپتامبر، بارسلونا در خارج از خانه با کادیس ۰–۰ مساوی کرد.
در ۲۶ سپتامبر، بارسلونا در خانه ۳–۰ لوانته را شکست داد. ممفیس، لوک دی یونگ و آنسو فاتی گلزنان این مسابقه بودند و فاتی پس از ۱۰ ماه غیبت به دلیل مصدومیت به بازی‌ها بازگشت. دی یونگ همچنین اولین گل خود را برای بارسا به ثمر رساند.
در ۲۹ سپتامبر، بارسلونا ۳–۰ مقابل بنفیکا خارج از خانه در دومین بازی لیگ قهرمانان اروپا شکست خورد.
اکتبر
در ۲ اکتبر، بارسلونا در خارج از خانه ۲–۰ مقابل اتلتیکو مادرید شکست خورد. توماس لمار و بازیکن سابق بارسا لوئیس سوارز گلها را به ثمر رساندند.
در ۱۷ اکتبر، بارسلونا در خانه والنسیا را ۳–۱ شکست داد. والنسیا در اوایل بازی پیش افتاد، اما گل‌های فاتی، ممفیس و فیلیپه کوتینیو پیروزی بارسا را تضمین کرد.
در ۲۰ اکتبر، بارسلونا در لیگ قهرمانان اروپا دیناموکیف را ۱–۰ در خانه شکست داد. پیکه تنها گل این بازی را به ثمر رساند.
در ۲۴ اکتبر، بارسلونا در ال کلاسیکو ۲–۱ در خانه شکست خورد. داوید آلابا و لوکاس وازکز برای رئال مادرید گلزنی کردند. سرخیو آگوئرو در آخرین دقیقه برای بارسا گلزنی کرد.
در ۲۷ اکتبر، بارسلونا دوباره شکست خورد، این بار توسط رایو وایکانو ۱–۰ خارج از خانه، با گل پیروزی بخش رادامل فالکائو در نیمه اول بازی. این اولین پیروزی رایو در لیگ بر بارسا در ۱۹ سال بود.
در ۲۸ اکتبر، بارسلونا اخراج رونالد کومان سرمربی تیم اول را اعلام کرد و پس از ۱۴ ماه به دوران او در این باشگاه پایان داد.
در ۲۹ اکتبر، بارسلونا انتصاب سرمربی بارسلونا بی، سرجی بارجوان را به عنوان مربی موقت تیم اصلی اعلام کرد.
در ۳۰ اکتبر، بارسلونا در خانه مقابل دپورتیوو آلاوس به تساوی ۱–۱ دست یافت. ممفیس ابتدا برای بلوگرانا گلزنی کرد، اما آلاوز مدت کوتاهی بعد با حسن نیت لوئیس ریوجا به گل تساوی رسید.
نوامبر
در ۲ نوامبر، بارسلونا در لیگ قهرمانان اروپا، دیناموکیف را ۱–۰ در خارج از خانه شکست داد. آنسو فاتی تنها گل بازی را به ثمر رساند.
در ۶ نوامبر، بارسلونا انتصاب ژاوی را به عنوان سرمربی جدید تیم اول تا سال ۲۰۲۴ اعلام کرد. در همان روز، بارسلونا در خارج از خانه مقابل سلتاویگو به تساوی ۳–۳ دست یافت. بارسا در نیمه اول با گل‌های فاتی، بوسکتس و ممفیس سه گل برتری داشت، اما عملکرد درخشان سلتا باعث شد تا در نیمه دوم با گل تساوی یاگو آسپاس در دقیقه پایانی بازی به تساوی برسد.
در ۱۲ نوامبر، بارسلونا موافقت اصولی برای جذب دنی آلوز، مدافع راست سابق را به صورت انتقال آزاد اعلام کرد.
در ۲۰ نوامبر، در اولین بازی مربیگری ژاوی، بارسلونا در خانه در دربی بارسلونا، اسپانیول را ۱–۰ شکست داد. ممفیس از روی نقطه پنالتی گلزنی کرد.
در ۲۳ نوامبر، بارسلونا با بنفیکا در خانه خود در لیگ قهرمانان تساوی ۰–۰ کرد.
در ۲۷ نوامبر، بارسلونا در خارج از خانه ویارئال را ۳–۱ شکست داد. فرنکی دی یونگ اولین گل را به ثمر رساند، اما ساموئل چوکووئزه برای زیردریایی زرد گل تساوی را به ثمر رساند. ممفیس و کوتینیو دیر گل به ثمر رساندند تا پیروزی بارسا را قطعی کنند.
دسامبر
در ۴ دسامبر، بارسلونا در خانه با نتیجه ۱–۰ مغلوب رئال بتیس شد. خوانمی برای تیم میهمان گل زد.
در ۸ دسامبر، بارسلونا در خارج از خانه با نتیجه ۳–۰ در آلیانتس آرنا به بایرن باخت. مولر، لروی سانه و جمال موزیالا برای تیم میزبان گلزنی کردند و بارسا را از مرحله گروهی حذف کردند و بلوگرانا را برای اولین بار از سال ۲۰۰۳ در لیگ اروپا بازی کردند.
در ۹ دسامبر، بارسلونا و گرانادا برای انتقال قرضی الکس کولادو تا پایان فصل به توافق رسیدند.
در ۱۵ دسامبر، سرخیو آگوئرو در یک کنفرانس مطبوعاتی در نیوکمپ بازنشستگی خود را اعلام کرد.
در ۲۱ دسامبر، بارسلونا با سویا در رامون سانچز پیزخوان به تساوی ۱–۱ رسید، با گل آغازین پاپو گومز برای لوس روژیبلانکوس و آرائوخو برای بارسا که در لحظات پایانی نیمه اول بازی را به تساوی کشاندند.
در ۲۸ دسامبر، بارسلونا امضای فران تورس را اعلام کرد و تورس قراردادی ۵ ساله تا سال ۲۰۲۷ با حق فسخ ۱ میلیارد یورو امضا کرد.
ژانویه
در ۲ ژانویه، بارسلونا در استادیوم ویزیت مایورکا با نتیجه ۱–۰ رئال مایورکا را شکست داد. لوک دی یونگ تنها گل را به ثمر رساند.
در ۵ ژانویه، بارسلونا مبارزات خود در کوپا دل ری را با پیروزی ۲–۱ خارج از خانه مقابل لینارس آغاز کرد.
در ۷ ژانویه، بارسلونا با استون ویلا برای انتقال قرضی فیلیپه کوتینیو تا پایان فصل به توافق رسید.
در ۱۰ ژانویه، ساموئل اومتیتی قرارداد خود را تا سال ۲۰۲۶ تمدید کرد که به بارسلونا اجازه داد تا قرارداد فران تورس را ثبت کند.
در ۱۲ ژانویه، دومین ال کلاسیکو فصل، این بار در مرحله نیمه نهایی سوپرکاپ اسپانیا برگزار شد. لوک دی یونگ و آنسو فاتی گل‌های تساوی را برای بارسا به ثمر رساندند، اما این کافی نبود زیرا مادرید بعد از وقت اضافه ۳–۲ پیروز شد.
در ۱۳ ژانویه، بارسلونا با راپید وین برای پایان دادن به انتقال‌قرضی یوسف دمیر به توافق رسید.
در ۲۰ ژانویه، بارسلونا توسط اتلتیک بیلبائو ۳–۲ در سن مامس از جام حذفی حذف شد، با گل دیرهنگام و پیروزی بخش ایکر مونیاین که گل‌های فران تورس و پدری که او اولین گل خود را برای بارسا به ثمر رسانده بود را بی ثمر کرد.
در ۲۳ ژانویه، بارسلونا تیم آلاوز را ۱–۰ در خارج از خانه شکست داد، به لطف گل دیرهنگام فرنکی دی یونگ.
در ۲۹ ژانویه، بارسلونا اعلام کرد که آداما ترائوره را به صورت قرضی از ولورهمپتون به خدمت گرفته‌است.
فوریه
در ۲ فوریه، بارسلونا اعلام کرد که پیر امریک اوبامیانگ را به صورت رایگان پس از فسخ قرارداد او با آرسنال، جذب کرد. قرار داد او تا سال ۲۰۲۵ به همراه بند فسخ توافقی در سال ۲۰۲۳ و حق فسخ ۱۰۰ میلیون یورویی می‌باشد.
در ۶ فوریه، بارسلونا تیم اتلتیکو مادرید را ۴–۲ در اولین بازی از سال جدید و در نیوکمپ شکست داد. در ابتدا اتلتیکو با گلزنی یانیک کاراسکو پیش افتاد اما در نهایت با ۴ گل آلبا، گاوی، آرائوخو و دنی آلوز بارسا آن را جبران کرد. پس از آن با اخراج دنی آلوز در دقیقه ۴۹ سوارز توانست در دقیقه ۵۸ یکی از گل‌های خورده را جبران کند.
در ۱۳ فوریه، بارسلونا در خارج از خانه مقابل اسپانیول به تساوی ۲–۲ دست یافت. پدری یک گل زودهنگام را به ثمر رساند تا بارسا پیش بیفتد، اما دو گل از تیم میزبان باعث شد که آنها جلو بیافتند تا اینکه گل دیرهنگام لوک دی یونگ بازی را به تساوی کشاند و یک امتیاز برای بارسلونا در این بازی به دست آمد.
در ۱۷ فوریه، بارسلونا رقابت‌های لیگ اروپا را با تساوی ۱–۱ مقابل ناپولی در خانه در بازی رفت پلی‌آف مرحله حذفی آغاز کرد. ناپولی گل اول بازی را به ثمر رساند و در ادامه فران تورس یک پنالتی را برای بارسا به گل تبدیل کرد تا بازی را مساوی کند.
در ۲۰ فوریه، بارسلونا در بازی خارج از خانه ۴–۱ والنسیا را شکست داد. یک گل از فرنکی دی یونگ و هت تریک از اوبامیانگ باعث پیروزی بارسا شد.
در ۲۴ فوریه، بارسلونا در بازی برگشت پلی‌آف مرحله حذفی لیگ اروپا، ناپولی را در خارج از خانه با نتیجه ۴–۲ شکست داد. جوردی آلبا، فرنکی دی یونگ، پیکه و اوبامیانگ برای بارسا گلزنی کردند.
در ۲۷ فوریه، بارسلونا در خانه اتلتیک بیلبائو را ۴–۰ شکست داد. اوبامیانگ، دمبله، لوک دی یونگ و ممفیس دیپای برای بارسلونا گلزنی کردند و سه امتیاز را به دست آوردند.

### مارس
در ۶ مارس، بارسلونا در خارج از خانه الچه را ۲–۱ شکست داد. الچه در اواخر نیمه اول گلزنی کرد، اما گل‌های تورس و دپای بازی را به سود بارسلونا تغییر داد.
در ۱۰ مارس، بارسلونا در بازی رفت مرحله یک‌شانزدهم نهایی لیگ اروپا با گالاتاسرای در خانه به تساوی ۰–۰ رسید.
در ۱۳ مارس، بارسلونا ۴–۰ اوساسونا را در خانه شکست داد. فران تورس درحالی دبل کرد که اوبامیانگ و ریکی پویچ نیز هر کدام یک گل به ثمر رساندند.
در ۱۷ مارس، بارسلونا در بازی برگشت مرحله یک‌شانزدهم نهایی لیگ اروپا، گالاتاسرای را با نتیجه ۲–۱ (در مجموع ۲–۱) در بازی خارج از خانه شکست داد. گالاتاسرای اولین گل بازی را به ثمر رساند اما گل های پدری و اوبامیانگ پیروزی بارسا را تضمین کردند.

## بازیکنان

### ترکیب ۱۱نفره
ترکیب ۳-۳-۴
| نکته: پیکه کاپیتان‌دوم، سرخی روبرتو کاپیتان‌سوم و جوردی آلبا کاپیتان‌چهارم تیم می‌باشند. |

### بازیکنان اصلی
| ش. | پ. | م.  | نام                        | سن | EU     | از سال        | بازی | گل | پایان قرارداد | مبلغ خرید     | نکات                                                      |
| -- | -- | --- | -------------------------- | -- | ------ | ------------- | ---- | -- | ------------- | ------------- | --------------------------------------------------------- |
| 1  | GK | GER | مارک آندره تر اشتگن        | ۳۳ | EU     | ۲۰۱۴          | ۳۲۷  | ۰  | ۲۰۲۵          | ۱۲ M €        |                                                           |
| 2  | DF | USA | سرجینیو دست                | ۲۴ | EU     | ۲۰۲۰          | ۷۲   | ۳  | ۲۰۲۵          | ۲۱M €         | ملیت دوم: هلند                                            |
| 3  | DF | ESP | جرارد پیکه (کاپیتان دوم)   | ۳۸ | EU     | ۲۰۰۸          | ۶۰۶  | ۵۲ | ۲۰۲۴          | ۵M€           | در اصل از جوانان باشگاه                                   |
| 4  | DF | URU | رونالد آرائوخو             | ۲۶ | Non-EU | ۲۰۱۹          | ۸۲   | ۶  | ۲۰۲۶          | ۱٫۷M €        |                                                           |
| 5  | MF | ESP | سرخیو بوسکتس (کاپیتان)     | ۳۷ | EU     | ۲۰۰۸          | ۶۸۰  | ۱۸ | ۲۰۲۳          | جوانان باشگاه |                                                           |
| 6  | MF | ESP | ریکی پویگ                  | ۲۵ | EU     | ۲۰۱۸          | ۵۷   | ۲  | ۲۰۲۳          | جوانان باشگاه |                                                           |
| 7  | FW | FRA | عثمان دمبله                | ۲۸ | EU     | ۲۰۱۷          | ۱۵۰  | ۳۲ | ۲۰۲۲          | ۱۰۵M €        | ملیت دوم: موریتانی                                        |
| 8  | DF | BRA | دنی آلوز                   | ۴۲ | EU     | ۲۰۲۲ (زمستان) | ۴۰۸  | ۲۲ | ۲۰۲۲          | رایگان        | ملیت دوم: اسپانیا                                         |
| 9  | FW | NED | ممفیس دپای                 | ۳۱ | EU     | ۲۰۲۱          | ۳۸   | ۱۳ | ۲۰۲۳          | رایگان        | ملیت دوم: غنا                                             |
| 10 | FW | ESP | آنسو فاتی                  | ۲۲ | EU     | ۲۰۱۹          | ۵۸   | ۱۹ | ۲۰۲۷          | جوانان باشگاه | ملیت دوم: گینه بیسائو                                     |
| 11 | FW | ESP | آداما ترائوره              | ۲۹ | EU     | ۲۰۲۲ (زمستان) | ۲۱   | ۱  | ۲۰۲۲          | قرضی          | ملیت دوم: مالی در اصل از جوانان باشگاه قرضی از ولورهمپتون |
| 12 | FW | DEN | مارتین بریتویت             | ۳۴ | EU     | ۲۰۲۰ (زمستان) | ۵۸   | ۱۰ | ۲۰۲۴          | ۱۸M €         | ملیت دوم: گینه                                            |
| 13 | GK | BRA | نتو                        | ۳۶ | EU     | ۲۰۱۹          | ۲۱   | ۰  | ۲۰۲۳          | ۲۶M €         | ملیت دوم: ایتالیا                                         |
| 14 | MF | ESP | نیکو گونزالس               | ۲۳ | EU     | ۲۰۲۱          | ۳۷   | ۲  | ۲۰۲۴          | جوانان باشگاه |                                                           |
| 15 | DF | FRA | کلمون لنگله                | ۳۰ | EU     | ۲۰۱۸          | ۱۶۰  | ۷  | ۲۰۲۶          | ۳۵٫۹M €       |                                                           |
| 16 | MF | ESP | پدری                       | ۲۲ | EU     | ۲۰۲۰          | ۷۴   | ۹  | ۲۰۲۶          | ۵M €          |                                                           |
| 17 | FW | NED | لوک دی یونگ                | ۳۴ | EU     | ۲۰۲۱          | ۲۹   | ۷  | ۲۰۲۲          | قرضی          | قرضی از سویا                                              |
| 18 | DF | ESP | جوردی آلبا (کاپیتان چهارم) | ۳۶ | EU     | ۲۰۱۲          | ۴۲۹  | ۲۵ | ۲۰۲۴          | ۱۴M €         | در اصل از جوانان باشگاه                                   |
| 19 | FW | ESP | فران تورس                  | ۲۵ | EU     | ۲۰۲۲ (زمستان) | ۲۶   | ۷  | ۲۰۲۷          | ۵۵M €         |                                                           |
| 20 | MF | ESP | سرجی روبرتو (کاپیتان سوم)  | ۳۳ | EU     | ۲۰۱۰          | ۳۱۶  | ۱۲ | ۲۰۲۳          | جوانان باشگاه |                                                           |
| 21 | MF | NED | فرنکی دی یونگ              | ۲۸ | EU     | ۲۰۱۹          | ۱۴۰  | ۱۳ | ۲۰۲۶          | ۷۵M €         |                                                           |
| 22 | DF | ESP | اسکار مینگوئزا             | ۲۶ | EU     | ۲۰۲۰          | ۶۶   | ۲  | ۲۰۲۳          | جوانان باشگاه |                                                           |
| 23 | DF | FRA | ساموئل اومتیتی             | ۳۱ | EU     | ۲۰۱۶          | ۱۳۳  | ۲  | ۲۰۲۶          | ۲۵M €         | ملیت دوم: کامرون                                          |
| 24 | DF | ESP | اریک گارسیا                | ۲۴ | EU     | ۲۰۲۱          | ۳۶   | ۰  | ۲۰۲۶          | رایگان        | در اصل از جوانان باشگاه                                   |
| 25 | FW | GAB | پیر امریک اوبامیانگ        | ۳۶ | EU     | ۲۰۲۲ (زمستان) | ۲۳   | ۱۳ | ۲۰۲۵          | رایگان        | ملیت دوم: فرانسه                                          |

- : تا تاریخ ۲۶ مه ۲۰۲۲
- منبع: FCBarcelona.com, LaLiga.com و UEFA.com
- ترتیب قرارگیری بر اساس شماره بازیکنان

### ازبارسلونا بیوآکادمی جوانان
| ش. | پ. | م.  | نام            | سن | EU     | از سال | بازی | گل | پایان قرارداد | مبلغ خرید     | نکات                     |
| -- | -- | --- | -------------- | -- | ------ | ------ | ---- | -- | ------------- | ------------- | ------------------------ |
| 27 | GK | MNE | لازار کارویچ   | ۲۶ | Non-EU | ۲۰۲۱   | ۰    | ۰  | ۲۰۲۳          | جوانان باشگاه |                          |
| 29 | FW | ESP | فران خوتگلا    | ۲۶ | EU     | ۲۰۲۱   | ۹    | ۲  | ۲۰۲۲          | رایگان        |                          |
| 30 | MF | ESP | گاوی           | ۲۰ | EU     | ۲۰۲۱   | ۴۷   | ۲  | ۲۰۲۳          | جوانان باشگاه |                          |
| 31 | DF | ESP | الخاندرو بالده | ۲۱ | EU     | ۲۰۲۱   | ۷    | ۰  | ۲۰۲۴          | جوانان باشگاه | ملیت دوم: جمهوری دومینیک |
| 33 | FW | MAR | عبد ازلزولی    | ۲۳ | EU     | ۲۰۲۱   | ۱۲   | ۱  | ۲۰۲۴          | ۲M €          | ملیت دوم: اسپانیا        |
| 34 | MF | ESP | آلوارو سانز    | ۲۴ | EU     | ۲۰۲۱   | ۳    | ۰  | ۲۰۲۳          | جوانان باشگاه |                          |
| 35 | DF | ESP | آرناو کوماس    | ۲۵ | EU     | ۲۰۲۱   | ۰    | ۰  | ۲۰۲۲          | جوانان باشگاه |                          |
| 36 | GK | ESP | آرناو تناس     | ۲۴ | EU     | ۲۰۱۹   | ۰    | ۰  | ۲۰۲۳          | جوانان باشگاه |                          |
| 37 | FW | ESP | الیاس آخوماش   | ۲۱ | EU     | ۲۰۲۱   | ۳    | ۰  | ۲۰۲۳          | جوانان باشگاه | ملیت دوم: مراکش          |
| 38 | DF | ESP | گیلم جیمی      | ۲۶ | EU     | ۲۰۲۱   | ۰    | ۰  | ۲۰۲۲          | رایگان        | در اصل از جوانان باشگاه  |
| 39 | FW | ESP | استانیس پدرولا | ۲۱ | EU     | ۲۰۲۲   | ۱    | ۰  | ۲۰۲۴          | جوانان باشگاه |                          |
| 40 | MF | BRA | لوکاس د وگا    | ۲۵ | EU     | ۲۰۲۲   | ۰    | ۰  | ۲۰۲۲          | جوانان باشگاه | ملیت دوم: اسپانیا        |
| 41 | DF | ESP | میکا مارمول    | ۲۴ | EU     | ۲۰۲۲   | ۱    | ۰  | ۲۰۲۳          | جوانان باشگاه |                          |
| 42 | GK | ESP | آندر آسترالاگا | ۲۱ | EU     | ۲۰۲۲   | ۰    | ۰  | ۲۰۲۳          | جوانان باشگاه |                          |
| 43 | MF | ESP | خاندرو         | ۲۴ | EU     | ۲۰۲۲   | ۰    | ۰  | ۲۰۲۳          | جوانان باشگاه |                          |

- : تا تاریخ ۲۶ مه ۲۰۲۲
- منبع: FCBarcelona.com, LaLiga.com و UEFA.com
- ترتیب قرارگیری بر اساس شماره بازیکنان

## نقل و انتقالات

### ورودی‌ها
| ش.    | پ.    | بازیکن             | از تیم      | مبلغ          | تاریخ          | منبع         |
| ----- | ----- | ------------------ | ----------- | ------------- | -------------- | ------------ |
| 19    | FW    | سرخیو آگوئرو       | منچستر سیتی | انتقال رایگان | ۱ ژوئیه ۲۰۲۱   | [ ۱ ]        |
| 24    | DF    | اریک گارسیا        | منچستر سیتی | انتقال رایگان | ۱ ژوئیه ۲۰۲۱   | [ ۲ ]        |
| 22    | DF    | امرسون رویال       | رئال بتیس   | ۹٬۰۰۰٬۰۰۰ €   | ۱ ژوئیه ۲۰۲۱   | [ ۳ ]        |
| 9     | FW    | ممفیس دپای         | لیون        | انتقال رایگان | ۱ ژوئیه ۲۰۲۱   | [ ۴ ]        |
| 8     | DF    | دنی آلوز           | بازیکن آزاد | انتقال رایگان | ۱۷ نوامبر ۲۰۲۱ | [ ۴۴ ]       |
| 19    | FW    | فران تورس          | منچستر سیتی | ۵۵٬۰۰۰٬۰۰۰ €  | ۱ ژانویه ۲۰۲۲  | [ ۵۴ ]       |
| 25    | FW    | پیر-امریک‌اوبامیانگ | آرسنال      | انتقال رایگان | ۲ فوریه ۲۰۲۲   | [ ۶۴ ]       |
| مجموع | مجموع | مجموع              | مجموع       | مجموع         | ۶۴٬۰۰۰٬۰۰۰ €   | ۶۴٬۰۰۰٬۰۰۰ € |

### خروجی‌ها
| ش.    | پ.    | بازیکن            | انتقال به    | مبلغ                             | تاریخ          | منبع          |
| ----- | ----- | ----------------- | ------------ | -------------------------------- | -------------- | ------------- |
| 19    | MF    | ماتئوس فرناندز    | پالمیراس     | فسخ قرارداد                      | ۲۹ ژوئن ۲۰۲۱   | [ ۷ ]         |
| –     | FW    | کنراد د لا فوئنته | مارسی        | ۳٬۵۰۰٬۰۰۰ €                      | ۱ ژوئیه ۲۰۲۱   | [ ۶ ]         |
| –     | DF    | خوان میراندا      | رئال بتیس    | رایگان                           | ۱ ژوئیه ۲۰۲۱   | [ ۷۵ ]        |
| –     | DF    | ژان-کلر تودیبو    | نیس          | ۸٬۵۰۰٬۰۰۰ €                      | ۱ ژوئیه ۲۰۲۱   | [ ۵ ]         |
| 10    | FW    | لیونل مسی         | پاری سن ژرمن | رایگان                           | ۱ ژوئیه ۲۰۲۱   | [ ۱۵ ] [ ۱۷ ] |
| 24    | DF    | جونیور فیرپو      | لیدز یونایتد | ۱۵٬۰۰۰٬۰۰۰ €                     | ۶ ژوئیه ۲۰۲۱   | [ ۱۰ ]        |
| –     | DF    | سرخیو اکیمه       | آلمریا       | ۳٬۵۰۰٬۰۰۰ €                      | ۷ ژوئیه ۲۰۲۱   | [ ۱۱ ]        |
| 6     | MF    | کارلس آلنیا       | ختافه        | ۵٬۰۰۰٬۰۰۰ €                      | ۱۰ ژوئیه ۲۰۲۱  | [ ۱۳ ]        |
| –     | MF    | مونچو             | گرانادا      | رایگان                           | ۱۶ ژوئیه ۲۰۲۱  | [ ۱۴ ]        |
| –     | MF    | ایلاکس موریبا     | لایپزیگ      | ۱۶٬۰۰۰٬۰۰۰ €                     | ۳۱ اوت ۲۰۲۱    | [ ۲۱ ]        |
| 22    | DF    | امرسون رویال      | تاتنهام      | ۲۵٬۰۰۰٬۰۰۰ €                     | ۳۱ اوت ۲۰۲۱    | [ ۲۳ ]        |
| 19    | FW    | سرخیو آگوئرو      | بازنشسته     | بازنشسته                         | ۱۵ دسامبر ۲۰۲۱ | [ ۵۲ ]        |
| 11    | FW    | یوسف دمیر         | راپید وین    | بازگشت به علت پایان قرارداد قرضی | ۱۳ ژانویه ۲۰۲۲ | [ ۶۰ ]        |
| مجموع | مجموع | مجموع             | مجموع        | مجموع                            | ۷۶٬۵۰۰٬۰۰۰ €   | ۷۶٬۵۰۰٬۰۰۰ €  |

1. ↑  قرارداد در ۳۱ مه ۲۰۲۱ توافق شد
2. ↑  قرارداد در ۱ ژوئن ۲۰۲۱ توافق شد
3. ↑  قرارداد در ۲ ژوئن ۲۰۲۱ توافق شد
4. ↑  قرارداد در ۱۹ ژوئن ۲۰۲۱ توافق شد
5. ↑  تا ۱ ژانویه ۲۰۲۲ نمی‌توانست بازی کند
6. ↑  هزینه ممکن است به ۶۵٬۰۰۰٬۰۰۰ € افزایش یابد.
7. ↑  قرارداد در ۲۸ دسامبر ۲۰۲۱ توافق شد
8. ↑  قرارداد در ۲۹ ژوئن ۲۰۲۱ توافق شد
9. ↑  قرارداد در ۱ ژوئن ۲۰۲۱ توافق شد
10. ↑  هزینه ممکن است در نهایت به ۱۵٬۵۰۰٬۰۰۰ یورو افزایش یابد
11. ↑  قرارداد در ۲۷ ژوئن ۲۰۲۱ توافق شد
12. ↑  در تاریخ ۱۰ اوت پیوست
13. ↑  هزینه ممکن است در نهایت به ۲۲٬۰۰۰٬۰۰۰ € افزایش یابد
14. ↑  ۵٬۰۰۰٬۰۰۰ € از ۲۵٬۰۰۰٬۰۰۰ € به رئال بتیس پرداخت خواهد شد.

### بازیکنان قرضی (ورودی‌ها)
| ش.    | پ.    | بازیکن        | قرضی از    | مبلغ        | تاریخ          | قرضی تا تاریخ | منبع        |
| ----- | ----- | ------------- | ---------- | ----------- | -------------- | ------------- | ----------- |
| 11    | FW    | یوسف دمیر     | راپید وین  | ۵۰۰٬۰۰۰ €   | ۹ ژوئیه ۲۰۲۱   | پایان فصل     | [ ۱۲ ]      |
| 17    | FW    | لوک دی یونگ   | سویا       | ۱٬۰۰۰٬۰۰۰ € | ۳۱ اوت ۲۰۲۱    | پایان فصل     | [ ۲۵ ]      |
| 11    | FW    | آداما ترائوره | ولورهمپتون | نامشخص      | ۲۹ ژانویه ۲۰۲۲ | پایان فصل     | [ ۶۳ ]      |
| مجموع | مجموع | مجموع         | مجموع      | مجموع       | مجموع          | ۱٬۵۰۰٬۰۰۰ €   | ۱٬۵۰۰٬۰۰۰ € |

### بازیکنان قرضی (خروجی‌ها)
| ش.    | پ.    | بازیکن             | قرضی به        | مبلغ         | تاریخ          | قرضی تا      | منبع         |
| ----- | ----- | ------------------ | -------------- | ------------ | -------------- | ------------ | ------------ |
| 17    | FW    | فرانسیسکو ترینکائو | ولورهمپتون     | ۶٬۰۰۰٬۰۰۰ €  | ۴ ژوئیه ۲۰۲۱   | پایان فصل    | [ ۷۶ ]       |
| 14    | FW    | ری مانای           | اسپزیا         | ۳۰۰٬۰۰۰ €    | ۳۱ اوت ۲۰۲۱    | پایان فصل    | [ ۲۲ ]       |
| 7     | FW    | آنتوان گریزمان     | اتلتیکو مادرید | ۱۰٬۰۰۰٬۰۰۰ € | ۳۱ اوت ۲۰۲۱    | پایان فصل    | [ ۲۴ ]       |
| 8     | MF    | میرالم پیانیچ      | بشیکتاش        | ۳٬۰۰۰٬۰۰۰ €  | ۲ سپتامبر ۲۰۲۱ | پایان فصل    | [ ۲۶ ]       |
| –     | MF    | الکس کلادو         | گرانادا        | بدون هزینه   | ۷ ژانویه ۲۰۲۲  | پایان فصل    | [ ۵۱ ]       |
| 14    | MF    | فیلیپه کوتینیو     | استون ویلا     | بدون هزینه   | ۷ ژانویه ۲۰۲۲  | پایان فصل    | [ ۵۷ ]       |
| 26    | GK    | ایناکی پینا        | گالاتاسرای     | بدون هزینه   | ۳۱ ژانویه۲۰۲۲  | پایان فصل    | [ ۷۷ ]       |
| مجموع | مجموع | مجموع              | مجموع          | مجموع        | مجموع          | ۱۹٬۳۰۰٬۰۰۰ € | ۱۹٬۳۰۰٬۰۰۰ € |

1. ↑  بند خرید ۱۰٬۰۰۰٬۰۰۰ € در پایان فصل
2. ↑  قراداد قرضی در ۱۳ ژانویه ۲۰۲۲ خاتمه یافت
3. ↑  بند خرید ۱۰٬۰۰۰٬۰۰۰ € در پایان فصل
4. ↑  بند خرید ۳۰٬۰۰۰٬۰۰۰ € در پایان فصل
5. ↑  بند خرید ۲۹٬۰۰۰٬۰۰۰ € در پایان فصل
6. ↑  امکان خرید ۲٬۷۰۰٬۰۰۰ € در پایان فصل
7. ↑  بند خرید اجباری ۴۰٬۰۰۰٬۰۰۰ € در پایان فصل
8. ↑  قرارداد در ۹ دسامبر ۲۰۲۱ توافق شد
9. ↑  امکان خرید ۳۵٬۰۰۰٬۰۰۰ € در پایان فصل

### خلاصه نقل و انتقالات
هزینه‌های فاش نشده در مجموع نقل و انتقالات لحاظ نمی‌شود.
| مخارج تابستان: ۱۰٬۵۰۰٬۰۰۰ € زمستان: ۵۵٬۰۰۰٬۰۰۰ € مجموع: ۶۵٬۵۰۰٬۰۰۰ € | درآمد تابستان: ۹۵٬۸۰۰٬۰۰۰ € زمستان: ۰٬۰۰۰٬۰۰۰ € مجموع: ۹۵٬۸۰۰٬۰۰۰ € | مجموع خالص تابستان: ۸۵٬۳۰۰٬۰۰۰ € زمستان: ۵۵٬۰۰۰٬۰۰۰ € مجموع: ۳۰٬۳۰۰٬۰۰۰ € |

## پیش فصل و بازی‌های دوستانه
برد       مساوی       باخت       بازی‌ها
| ۲۱ ژوئیه ۲۰۲۱ دوستانه | بارسلونا                                   | ۰–۴   | خیمناستیک                               | بارسلونا، اسپانیا                                                        |
| ۱۹:۰۰ CEST (UTC+2)    | - مانای ۶۰'، ۸۶'، ۹۰' (پنالتی) - کلادو ۸۵' | گزارش | - ریبلز '۱۹ - کینتانیلا '۳۸ - تریلس '۵۸ | ورزشگاه: ورزشگاه یوهان کرایف تماشاگران: ۲٬۰۳۷ داور: الخاندرو مونیز روییز |

| ۲۴ ژوئیه ۲۰۲۱ دوستانه | بارسلونا                                               | ۳–۱   | خیرونا              | بارسلونا، اسپانیا                                                          |
| ۱۹:۰۰ CEST (UTC+2)    | - پیکه ۲۱' (پنالتی.) - مانای ۲۴' - ممفیس ۸۵' (پنالتی.) | گزارش | - سیز ۴۲' (پنالتی.) | ورزشگاه: ورزشگاه یوهان کرایف تماشاگران: ۲٬۸۵۸ داور: میگل آنخل اورتیز آریاس |

| ۳۱ ژوئیه ۲۰۲۱ دوستانه | اشتوتگارت | ۰–۳   | بارسلونا                                       | اشتوتگارت، آلمان                                             |
| ۱۹:۰۰ CEST (UTC+2)    |           | گزارش | - ممفیس ۲۱' - دمیر ۳۶' - پویگ ۷۳' - بوسکتس '۸۷ | ورزشگاه: مرسدس-بنز آرنا تماشاگران: ۲۵٬۰۰۰ داور: توبیاس رایشل |

| ۴ اوت ۲۰۲۱ دوستانه | ردبول زالتسبورگ                                  | ۲–۱   | بارسلونا      | والز-زیتسنهایم ،اتریش                          |
| ۱۹:۰۰ CEST (UTC+2) | - کامارا '۲۷ - سوچیچ ۴۳' - برنه '۴۸ - آرانسن ۹۰' | گزارش | - بریتویت ۸۳' | ورزشگاه: ردبول آرنا (سالزبورگ) داور: رنه آیزنر |

| ۸ اوت ۲۰۲۱ جام خوان گمپر | بارسلونا                                                | ۳–۰   | یوونتوس     | بارسلونا، اسپانیا                                                   |
| ۲۱:۳۰ CEST (UTC+2)       | - ممفیس ۳' - بریتویت '۳۵, ۵۷' - امرسون '۸۲ - پویگ ۲+۹۰' | گزارش | - مک‌کنی '۵۶ | ورزشگاه: ورزشگاه یوهان کرایف تماشاگران: ۲٬۹۲۴ داور: سزار سوتو گرادو |

| ۱۳ اکتبر ۲۰۲۱ دوستانه | بارسلونا           | ۲–۲   | کرنیا        | بارسلونا، اسپانیا      |
| ۱۴:۰۰ CEST (UTC+2)    | - آگوئرو - کوتینیو | گزارش | - پلا - گیلا | ورزشگاه: کمپ خوآن گمپر |

| ۱۴ دسامبر ۲۰۲۱ دوستانه                   | بارسلونا     | ۱—۱ (۲–۴ پنالتی)                       | بوکا جونیورز | ریاض، عربستان سعودی |
| ۲۰:۰۰ AST (UTC+3)                        | - خوتگلا ۵۱' | گزارش                                  | - زبایوس ۷۷' | ورزشگاه: مرسول پارک |
|                                          | ضربات پنالتی |                                        |              |                     |
| - دنی آلوز - خوتگلا - متئوس پریرا - جیمی |              | - روخو - ایزکوئیردوز - پاوون - مولیناس |              |                     |

| ۲۶ مارس ۲۰۲۲ مسابقه خیریه                                                          | اسطوره‌های لیورپول  | ۱–۲   | اسطوره‌های بارسلونا                 | لیورپول، انگلیس |
| ۱۵:۰۰ GMT                                                                          | جرارد ۱۴' (پنالتی) | گزارش | جیووانی ۴۴' · ریوالدو ۵۲' (پنالتی) | ورزشگاه: آنفیلد |
| یادداشت: این بازی را تیم‌هایی متشکل از اسطوره‌های بازنشسته هر دو باشگاه انجام دادند. |                    |       |                                    |                 |

| ۲۵ مه ۲۰۲۲ بازی ستارگان اِی-لیگ | ستارگان اِی-لیگ              | ۲–۳   | بارسلونا                             | سیدنی، استرالیا                                 |
|                                | - پیسکوپو ۴۷' - ترائوره ۵۳' | گزارش | - دمبله ۳۴' - ترائوره ۷۲' - فاتی ۷۷' | ورزشگاه: آکور تماشاگران: ۷۰٬۱۷۴ داور: الکس کینگ |

## رقابت‌ها

### نتایج کلی
| رقابت              | اولین بازی      | آخرین بازی     | شروع دور         | جایگاه نهایی  | آمار | آمار | آمار | آمار | آمار | آمار | آمار | آمار   |
| رقابت              | اولین بازی      | آخرین بازی     | شروع دور         | جایگاه نهایی  | بازی | ب    | ت    | ش    | گ‌ز   | گ‌خ   | ت‌گ   | % برد  |
| ------------------ | --------------- | -------------- | ---------------- | ------------- | ---- | ---- | ---- | ---- | ---- | ---- | ---- | ------ |
| لا لیگ             | ۱۵ اوت ۲۰۲۱     | ۲۲ مه ۲۰۲۲     | هفته اول         | نایب‌قهرمان    | ۳۸   | ۲۱   | ۱۰   | ۷    | ۶۸   | ۳۸   | ۳۰+  | ۰۵۵    |
| کوپا دل ری         | ۵ ژانویه ۲۰۲۲   | ۲۰ ژانویه ۲۰۲۲ | یک‌شانزدهم نهایی  | یک‌هشتم نهایی  | ۲    | ۱    | ۰    | ۱    | ۴    | ۴    | ۰+   | ۰۵۰    |
| سوپرکاپ اسپانیا    | ۱۲ ژانویه ۲۰۲۲  | ۱۲ ژانویه ۲۰۲۲ | نیمه‌نهایی        | نیمه‌نهایی     | ۱    | ۰    | ۰    | ۱    | ۲    | ۳    | ۱−   | ۰۰۰٫۰۰ |
| لیگ قهرمانان اروپا | ۱۴ سپتامبر ۲۰۲۱ | ۸ دسامبر ۲۰۲۱  | مرحله گروهی      | مرحله گروهی   | ۶    | ۲    | ۱    | ۳    | ۲    | ۹    | ۷−   | ۰۳۳    |
| لیگ اروپا          | ۱۷ فوریه ۲۰۲۲   | ۱۴ آوریل ۲۰۲۲  | پلی‌آف مرحله حذفی | یک‌چهارم نهایی | ۶    | ۲    | ۳    | ۱    | ۱۰   | ۸    | ۲+   | ۰۳۳    |
| مجموع              | مجموع           | مجموع          | مجموع            | مجموع         | ۵۳   | ۲۶   | ۱۴   | ۱۳   | ۸۶   | ۶۲   | ۲۴+  | ۰۴۹    |

آخرین به‌روزرسانی در: ۲۴ مه ۲۰۲۲

منبع: Soccerway

### لا لیگا

#### جدول لا لیگا
| رتبه | تیم             | بازی | برد | مساوی | باخت | گل زده | گل خورده | گل تفاضل | امتیاز | صعود یا سقوط                    |
| ---- | --------------- | ---- | --- | ----- | ---- | ------ | -------- | -------- | ------ | ------------------------------- |
| ۱    | رئال مادرید (C) | ۳۸   | ۲۶  | ۸     | ۴    | ۸۰     | ۳۱       | ۴۹+      | ۸۶     | صعود به مرحله‌گروهی لیگ قهرمانان |
| ۲    | بارسلونا        | ۳۸   | ۲۱  | ۱۰    | ۷    | ۶۸     | ۳۸       | ۳۰+      | ۷۳     | صعود به مرحله‌گروهی لیگ قهرمانان |
| ۳    | اتلتیکو مادرید  | ۳۸   | ۲۱  | ۸     | ۹    | ۶۵     | ۴۳       | ۲۲+      | ۷۱     | صعود به مرحله‌گروهی لیگ قهرمانان |
| ۴    | سویا            | ۳۸   | ۱۸  | ۱۶    | ۴    | ۵۳     | ۳۰       | ۲۳+      | ۷۰     | صعود به مرحله‌گروهی لیگ قهرمانان |
| ۵    | رئال بتیس       | ۳۸   | ۱۹  | ۸     | ۱۱   | ۶۲     | ۴۰       | ۲۲+      | ۶۵     | صعود به مرحله‌گروهی لیگ اروپا    |

1. ↑  از آنجایی که برنده کوپا دل ری ۲۲–۲۰۲۱، یعنی رئال بتیس، در حال حاضر بر اساس رتبه خود در لیگ واجد شرایط رقابت های اروپایی است، سهمیه لیگ اروپا که به رتبه پنجم لیگ اعطا می‌شد به تیم ششم تعلق می‌گیرد. سهمیه لیگ کنفرانس اروپا نیز که به تیم ششم اعطا می‌شد به تیم هفتم تعلق می‌گیرد.

#### خلاصه نتایج
| مجموع | مجموع  | مجموع | مجموع | مجموع | مجموع | مجموع | مجموع | خانه | خانه | خانه | خانه | خانه | خانه | مهمان | مهمان | مهمان | مهمان | مهمان | مهمان |
| بازی  | امتیاز | پ     | ت     | ش     | گ‌ز    | گ‌خ    | ت‌گ    | پ    | ت    | ش    | گ‌ز   | گ‌خ   | ت‌گ   | پ     | ت     | ش     | گ‌ز    | گ‌خ    | ت‌گ    |
| ----- | ------ | ----- | ----- | ----- | ----- | ----- | ----- | ---- | ---- | ---- | ---- | ---- | ---- | ----- | ----- | ----- | ----- | ----- | ----- |
| ۳۸    | ۷۳     | ۲۱    | ۱۰    | ۷     | ۶۸    | ۳۸    | ۳۰+   | ۱۲   | ۲    | ۵    | ۳۷   | ۱۹   | ۱۸+  | ۹     | ۸     | ۲     | ۳۱    | ۱۹    | ۱۲+   |

آخرین بروزرسانی: ۲۴ مه ۲۰۲۲

منبع: La Liga

پ = پیروزی؛ ت = تساوی؛ ش = شکست؛ گ‌ز = گل زده؛ گ‌خ = گل خورده؛ ت‌گ = تفاضل گل

#### روند هفته به هفته
| هفته  | 1 | 2 | 3 | 4 | 5 | 6 | 7 | 8 | 9 | 10 | 11 | 12 | 13 | 14 | 15 | 16 | 17 | 18 | 19 | 20 | 21 | 22 | 23 | 24 | 25 | 26 | 27 | 28 | 29 | 30 | 31 | 32 | 33 | 34 | 35 | 36 | 37 | 38 |
| ----- | - | - | - | - | - | - | - | - | - | -- | -- | -- | -- | -- | -- | -- | -- | -- | -- | -- | -- | -- | -- | -- | -- | -- | -- | -- | -- | -- | -- | -- | -- | -- | -- | -- | -- | -- |
| زمین  | H | A | H | A | H | A | H | A | H | H  | A  | H  | A  | H  | A  | H  | A  | H  | A  | A  | H  | A  | H  | A  | A  | H  | A  | H  | A  | H  | A  | H  | A  | H  | A  | H  | A  | H  |
| نتیجه | W | D | W | D | D | D | W | L | W | L  | L  | D  | D  | W  | W  | L  | D  | W  | W  | D  | L  | W  | W  | D  | W  | W  | W  | W  | W  | W  | W  | L  | W  | W  | W  | W  | D  | L  |
| رتبه  | 3 | 4 | 4 | 7 | 7 | 7 | 6 | 9 | 7 | 9  | 9  | 9  | 9  | 7  | 7  | 7  | 8  | 8  | 5  | 6  | 6  | 5  | 4  | 4  | 4  | 4  | 3  | 3  | 3  | 2  | 2  | 2  | 2  | 2  | 2  | 2  | 2  | 2  |

#### بازی‌ها
برنامه مسابقات لیگ در ۳۰ ژوئن ۲۰۲۱ اعلام شد.
| ۱۵ اوت ۲۰۲۱ ۱      | بارسلونا                                                                       | ۴–۲   | رئال سوسیداد                                                                          | بارسلونا                                                 |
| ۲۰:۰۰ CEST (UTC+2) | - پیکه ۱۹' - بریتویت ۲+۴۵'، ۵۹' - بوسکتس '۵۷ - نیکو گونزالس '۸۴ - روبرتو ۱+۹۰' | گزارش | - زوبیمندی '۳۷ - لوستوندو '۶۱ - مونوز '۶۲ - له نورمان '۷۸ - لوبت ۸۲' - اویارزابال ۸۵' | ورزشگاه: نیو کمپ تماشاگران: ۲۰٬۳۸۴ داور: هرناندز هرناندز |

| ۲۱ اوت ۲۰۲۱ ۲      | اتلتیک بیلبائو     | ۱–۱   | بارسلونا                                  | بیلبائو                                                      |
| ۲۲:۰۰ CEST (UTC+2) | - مارتینز '۲۰, ۵۰' | گزارش | - گارسیا '۲۸, '۳+۹۰ - دپای ۷۵' - آلبا '۷۶ | ورزشگاه: سن مامس تماشاگران: ۹٬۳۹۴ داور: خوان مارتینث مونوئرا |

| ۲۹ اوت ۲۰۲۱ ۳      | بارسلونا                                              | ۲–۱   | ختافه                   | بارسلون                                                      |
| ۱۷:۰۰ CEST (UTC+2) | - روبرتو ۲' - آرائوخو '۲۷ - دپای ۳۰', '۶۲ - لنگله '۸۶ | گزارش | - سندرو ۱۹' - آلنیا '۲۱ | ورزشگاه: نیوکمپ تماشاگران: ۲۶٬۵۴۳ داور: پابلو گونزالس فوئرتس |

| ۲۰ سپتامبر ۲۰۲۱ ۵  | بارسلونا                                       | ۱–۱   | گرانادا                                                                                        | بارسلون                                                     |
| ۲۱:۰۰ CEST (UTC+2) | - مینگوئزا '۷۷ - آرائوخو '۸۸, ۹۰' - پیکه '۳+۹۰ | گزارش | - دوارته ۲' - مونتورو '۴۰ - گونالون '۷۱ - ماکسیمیانو '۸۶ - مونچو '۸۷ - کویینی '۸۸ - باکا '۲+۹۰ | ورزشگاه: نیوکمپ تماشاگران: ۲۷٬۰۹۷ داور: سانتیاگو خیمی لاتره |

| ۲۳ اوت ۲۰۲۱ ۶      | کادیس                                   | ۰–۰   | بارسلونا                                         | کادیس                                                           |
| ۲۲:۰۰ CEST (UTC+2) | - هارویان '۶۸ - اکاپو '۸۸ - آلارکون '۹۰ | گزارش | - ف. دی یونگ '۶۱ '۶۵ - روبرتو '۶۵ - بوسکتس '۶+۹۰ | ورزشگاه: نوئه‌وو میراندیلا تماشاگران: ۱۲٬۱۸۰ داور: کارلوس دل سرو |

| ۲۶ سپتامبر ۲۰۲۱ ۷  | بارسلونا                                                     | ۳–۰   | لوانته                              | بارسلونا                                                            |
| ۱۶:۱۵ CEST (UTC+2) | - دپای ۶' (پنالتی) - لوک دی یونگ ۱۴' - گاوی '۲۴ - فاتی ۱+۹۰' | گزارش | - پاستیگو '۲۵ - پپلو '۵۸ - کلرک '۸۶ | ورزشگاه: نیوکمپ تماشاگران: ۳۵٬۳۳۴ داور: ایسیدرو دیاز د مرا اسکودروس |

| ۲ اوت ۲۰۲۱ ۸       | اتلتیکو مادرید                                 | ۲—۰   | بارسلونا   | مادرید                                                              |
| ۲۱:۰۰ CEST (UTC+2) | - لمار ۲۳' - سوارز ۴۴' - د پل '۱+۴۵ - کوکه '۷۸ | گزارش | - گاوی '۲۰ | ورزشگاه: واندا متروپولیتانو تماشاگران: ۶۰٬۵۹۴ داور: سزار سوتو گرادو |

| ۱۷ اوت ۲۰۲۱ ۹      | بارسلونا                                                             | ۳–۱   | والنسیا                                 | بارسلونا                                                 |
| ۲۱:۰۰ CEST (UTC+2) | - فاتی ۱۳' - گاوی '۲۰ - بوسکتس '۳۳ - دپای ۴۱' (پنالتی) - کوتینیو ۸۵' | گزارش | - گایا ۵' ، '۳۹ - فولکیه '۶۳ - گومز '۸۲ | ورزشگاه: نیوکمپ تماشاگران: ۴۷٬۳۱۷ داور: خسوس خیل مانزانو |

| ۲۴ اوت ۲۰۲۱ ۱۰     | رئال مادرید               | ۲–۱   | بارسلونا                             | بارسلونا                                                         |
| ۱۶:۱۵ CEST (UTC+2) | - پیکه '۵۸ - آگوئرو ۷+۹۰' | گزارش | - آلابا ۳۲' - مندی '۸۰ - واسکز ۴+۹۰' | ورزشگاه: نیوکمپ تماشاگران: ۸۶٬۴۲۲ داور: خوسه ماریا سانچث مارتینث |

| ۲۷ اوت ۲۰۲۱ ۱۱     | رایو وایکانو                           | ۱–۰   | بارسلونا                            | مادرید                                                    |
| ۱۹:۰۰ CEST (UTC+2) | - ترخو '۲۴ - فالکائو ۳۰' - ساولجیچ '۸۳ | گزارش | - کوتینیو '۵۳ - پیکه '۶۶ - دپای '۷۲ | ورزشگاه: وایکاس تماشاگران: ۹٬۳۴۰ داور: آنتونیو متئو لائوس |

| ۳۰ اوت ۲۰۲۱ ۱۲     | بارسلونا   | ۱–۱   | آلاوس                                   | بارسلونا                                                    |
| ۲۱:۰۰ CEST (UTC+2) | - دپای ۴۹' | گزارش | - سیوه‌را '۵+۴۵ - ریوجا ۵۲' - دوآرته '۸۲ | ورزشگاه: نیوکمپ تماشاگران: ۳۷٬۲۷۸ داور: خورخه فیگوئرا وازکز |

| ۶ نوامبر ۲۰۲۱ ۱۳  | سلتاویگو                                                        | ۳–۳   | بارسلونا | بیگو                                                               |
| ۱۶:۱۵ CET (UTC+1) | - سولاری '۳۷ - آسپاس ۵۲'، ۶+۹۰', '۹۰+۷ - تاپیا '۵۵ - نولیتو ۷۴' | گزارش | - فاتی ۵' - بوسکتس ۱۸', '۸۸ - گارسیا '۲۹ - دپای ۳۴' - آلبا '۴۵ - تر اشتگن '۳+۹۰ - ازلزولی '۵+۹۰ - ف. دی یونگ '۶+۹۰ | ورزشگاه: بالایدوس تماشاگران: ۱۳٬۱۴۶ داور: الخاندرو هرناندز هرناندز |

| ۲۰ نوامبر ۲۰۲۱ ۱۴                         | بارسلونا                                                                         | ۱–۰   | اسپانیول                    | بارسلون                                               |
| ۲۱:۰۰ CET (UTC+1)                         | - دپای ۴۸' (پنالتی) - ازلزولی '۵۹ - مینگوئزا '۶۴ - ف. دی یونگ '۸۳ - تر اشتگن '۹۰ | گزارش | - پدروسا '۵۹ - کابررا '۳+۹۰ | ورزشگاه: نیوکمپ تماشاگران: ۷۴٬۴۱۸ داور: کارلوس دل سرو |
| یادداشت: اولین بازی لیگ با سرمربی‌گری ژاوی |                                                                                  |       |                             |                                                       |

| ۲۷ نوامبر ۲۰۲۱ ۱۵ | ویارئال                                | ۱–۳   | بارسلونا                                                                   | ویارئال، کاستلیون                                           |
| ۲۱:۰۰ CET (UTC+1) | - یرمی '۲۶ - چوکووئزه ۷۶' - رابا '۱+۹۰ | گزارش | - آلبا '۲۶ - پیکه '۴۴ - ف. دی یونگ ۴۸' - دپای ۸۸' - کوتینیو ۴+۹۰' (پنالتی) | ورزشگاه: ال مادریگا تماشاگران: ۱۹٬۰۵۰ داور: سزار سوتو گرادو |

| ۴ دسامبر ۲۰۲۱ ۱۶  | بارسلونا      | ۰–۱   | رئال بتیس                             | بارسلون                                                      |
| ۱۶:۱۵ CET (UTC+1) | - گونزالس '۴۲ | گزارش | - ژوزه '۱۲ - رودریگز '۷۳ - خوانمی ۷۹' | ورزشگاه: نیوکمپ تماشاگران: ۶۶٬۵۲۹ داور: پابلو گونزالس فوئرتس |

| ۱۲ دسامبر ۲۰۲۱ ۱۷ | اوساسونا                                                                                 | ۲–۲   | بارسلونا                                                                         | پامپلونا                                                       |
| ۱۶:۱۵ CET (UTC+1) | - دیوید گارسیا ۱۴', '۶۷ - ویدال '۲۸ - روبن گارسیا '۳۷ - کروز '۴۹ - سانچز '۵۶ - آویلا ۸۶' | گزارش | - گونزالس ۱۲' - ازلزولی ۴۹' - گاوی '۷۴ - تر اشتگن '۸۳ - پیکه '۸۹ - اومتیتی '۶+۹۰ | ورزشگاه: ال سادار تماشاگران: ۲۱٬۴۲۷ داور: خوان مارتینث مونوئرا |

| ۱۸ دسامبر ۲۰۲۱ ۱۸ | بارسلونا                                           | ۳–۲   | الچه                                                  | بارسلون                                                     |
| ۱۸:۳۰ CET (UTC+1) | - خوتگلا ۱۶' - گاوی ۱۹' - گارسیا '۷۹ - گونزالس ۸۵' | گزارش | - مورنته ۶۲' - میلا ۶۳', '۷۱ - گامبائو '۷۷ - روکو '۸۶ | ورزشگاه: نیوکمپ تماشاگران: ۴۱٬۶۶۴ داور: خاویر آلبرولا روخاس |

| ۲۱ دسامبر ۲۰۲۱ ۴ | سویا                                            | ۱–۱   | بارسلونا                                            | سویل                                                               |
| ۲۱:۳۰ CET (UTC+1) | - گومز ۳۲' - دلینی '۳۵ - کونده '۶۴ - خوآنلو '۸۸ | گزارش | - بوسکتس '۱۱ - آرائوخو ۴۵' - ازلزولی '۷۴ - گاوی '۷۷ | ورزشگاه: رامون سانچز پیس‌خوان تماشاگران: ۳۱٬۳۵۸ داور: کارلوس دل سرو |
| یادداشت: این مسابقه ابتدا برای ۱۱ سپتامبر ۲۰۲۱ برنامه‌ریزی شده بود، اما به دلیل بازگشت دیرهنگام چندین بازیکن آمریکای جنوبی از تیم‌های ملی خودشان به تعویق افتاد. |                                                 |       |                                                     |                                                                    |

| ۲ ژانویه ۲۰۲۲ ۱۹  | مایورکا                                                              | ۰–۱   | بارسلونا                                     | پالما                                                             |
| ۲۱:۰۰ CET (UTC+1) | - کوستا '۸۳ - ابدون '۸۹ - رودریگز '۴+۹۰ - مافئو '۵+۹۰ - والینت '۶+۹۰ | گزارش | - لوک دی یونگ ۴۴' - خوتگلا '۷۹ - لنگله '۴+۹۰ | ورزشگاه: ویزیت مایورکا تماشاگران: ۱۴٬۶۵۴ داور: آنتونیو متئو لائوس |

| ۸ ژانویه ۲۰۲۲ ۲۰  | گرانادا                                  | ۱–۱   | بارسلونا                                                              | گرانادا                                                          |
| ۱۸:۳۰ CET (UTC+1) | - گونالون '۳۱ - پوئرتاس ۸۹' - باکا '۳+۹۰ | گزارش | - گاوی '۲۲ '۷۹ - لنگله '۵۶ - لوک دی یونگ ۵۷' - دپای '۶۹ - ازلزولی '۸۳ | ورزشگاه: لوس کارمنس تماشاگران: ۱۴٬۴۴۲ داور: پابلو گونزالس فوئرتس |

| ۲۳ ژانویه ۲۰۲۲ ۲۲ | آلاوس | ۰–۱   | بارسلونا         | بیتوریا                                                          |
| ۲۱:۰۰ CET (UTC+1) |       | گزارش | - ف. دی یونگ ۸۷' | ورزشگاه: مندیزوروتسا تماشاگران: ۱۴٬۰۵۶ داور: خورخه فیگوئرا واسکز |

| ۶ فوریه ۲۰۲۲ ۲۳   | بارسلونا                                                                      | ۴–۲   | اتلتیکو مادرید                                | نیوکمپ                                                    |
| ۱۶:۱۵ CET (UTC+1) | - آلبا ۱۰', '۵۲ - گاوی ۲۱' - آرائوخو ۴۳' - دنی آلوز ۴۹', '۶۹ - ف. دی یونگ '۷۲ | گزارش | - کاراسکو ۸' - سوارز ۵۸' - واس '۸۹ - هررا '۹۰ | ورزشگاه: بارسلون تماشاگران: ۷۴٬۲۲۱ داور: خسوس خیل مانزانو |

| ۱۳ فوریه ۲۰۲۲ ۲۴  | اسپانیول                                                                                         | ۲–۲   | بارسلونا                                                               | بارسلون                                                            |
| ۲۱:۰۰ CET (UTC+1) | - باره '۲۳ - دردر ۴۰' - ویلهنا '۶۰ - د توماس ۶۴' - پوادو '۷۶ - ملتیم '۲+۹۰ '۳+۹۰ - مورلانز '۶+۹۰ | گزارش | - پدری ۲' - پیکه '۷۴ '۲+۹۰ - گارسیا '۷۸ - نیکو '۸۳ - لوک دی یونگ ۶+۹۰' | ورزشگاه: آرسی‌دی‌ئی تماشاگران: ۲۵٬۰۴۹ داور: الخاندرو هرناندز هرناندز |

| ۲۰ فوریه ۲۰۲۲ ۲۵  | والنسیا                                            | ۱–۴   | بارسلونا                                                                                   | والنسیا                                               |
| ۱۶:۱۵ CET (UTC+1) | - سولر ۵۳', '۷۷ - موریبا '۵۳ - دورو '۵۶ - لاتو '۷۶ | گزارش | - اوبامیانگ ۲۳'، ۳۸'، ۶۳' - ف. دی یونگ ۳۲' - آلبا '۳۵ - آرائوخو '۵۶ - نیکو '۷۲ - دست '۳+۹۰ | ورزشگاه: مستایا تماشاگران: ۳۸٬۳۱۵ داور: کارلوس دل سرو |

| ۲۷ فوریه ۲۰۲۲ ۲۶  | بارسلونا                                                                           | ۴–۰   | اتلتیک بیلبائو  | بارسلون                                                      |
| ۲۱:۰۰ CET (UTC+1) | - اوبامیانگ ۳۷' - بوسکتس '۴۸ - پیکه '۷۰ - دمبله ۷۳' - لوک دی یونگ ۹۰' - دپای ۴+۹۰' | گزارش | - بالنزیاگا '۵۴ | ورزشگاه: نیوکمپ تماشاگران: ۶۹٬۷۷۰ داور: گیرمو کوادرا فرناندز |

| ۶ مارس ۲۰۲۲ ۲۷    | الچه                                               | ۱–۲   | بارسلونا                                                                                             | الچه                                                           |
| ۱۶:۱۵ CET (UTC+1) | - فیدل ۴۴' - باراژان '۵۶ - پونسه '۶۷ - پاستوره '۸۸ | گزارش | - آرائوخو '۴۹ - دمبله '۵۸ - تورس ۶۰' - دنی آلوز '۷۱ - نیکو '۷۳ - پیکه '۸۲ - دپای ۸۴' (پنالتی), '۶+۹۰ | ورزشگاه: مارتینز والرو تماشاگران: ۳۰٬۱۴۶ داور: ماریو ملرو لوپز |

| ۱۳ مارس ۲۰۲۲ ۲۸   | بارسلونا                                            | ۴‐۰   | اوساسونا                                                     | بارسلون                                                           |
| ۲۱:۰۰ CET (UTC+1) | - تورس ۱۴' (پنالتی)، ۲۱' - اوبامیانگ ۲۷' - پویگ ۷۵' | گزارش | - ویدال '۱۳ - د. گارسیا '۱۵ - ی. گارسیا '۸۹ - براشاناک '۳+۹۰ | ورزشگاه: نیوکمپ تماشاگران: ۵۴٬۵۰۷ داور: ریکاردو ده بورگس بنگوئچیا |

| ۲۰ مارس ۲۰۲۲ ۲۹   | رئال مادرید                                         | ۰–۴   | بارسلونا                                                                                          | مادرید                                                                 |
| ۲۱:۰۰ CET (UTC+1) | - کروس '۲۲ - مودریچ '۶۳ - کاماوینگا '۸۲ - واسکز '۸۸ | گزارش | - ف. دی یونگ '۲۶ - اوبامیانگ ۲۹'، ۵۳' - بوسکتس '۳۱ - آرائوخو ۳۸' - تورس ۴۷' - آلبا '۷۴ - نیکو '۸۸ | ورزشگاه: سانتیاگو برنابئو تماشاگران: ۶۰٬۰۱۷ داور: خوان مارتینث مونوئرا |

| ۳ آوریل ۲۰۲۲ ۳۰    | بارسلونا                                       | ۱–۰   | سویا                                     | بارسلون                                                          |
| ۲۱:۰۰ CEST (UTC+2) | - بوسکتس '۶۱ - پدری ۷۲' - دمبله '۸۲ - پیکه '۸۵ | گزارش | - مونتیل '۸۵ - کورونا '۸۵ - اوکامپوس '۸۹ | ورزشگاه: نیوکمپ تماشاگران: ۷۶٬۱۱۲ داور: خوسه ماریا سانچث مارتینث |

| ۱۰ آوریل ۲۰۲۲ ۳۱   | لوانته                                                            | ۲–۳   | بارسلونا                                                     | والنسیا                                                                   |
| ۲۱:۰۰ CEST (UTC+2) | - کامپانیا '۱۱ مورالس ۵۲' (پنالتی) - روژه '۵۶ - ملرو ۸۳' (پنالتی) | گزارش | - اوبامیانگ ۵۹' - پدری ۶۳' - آرائوخو '۸۷ - لوک دی یونگ ۲+۹۰' | ورزشگاه: سیوداد والنسیا تماشاگران: ۲۰٬۷۸۵ داور: خوزه لوئیس مونوئرا مونترو |

| ۱۸ آوریل ۲۰۲۲ ۳۲   | بارسلونا                                         | ۰–۱   | کادیس                 | بارسلون                                                     |
| ۲۱:۰۰ CEST (UTC+2) | - بوسکتس '۴۲ - دست '۷۰ - تورس '۴+۹۰ - آلبا '۸+۹۰ | گزارش | - پرز ۴۸' هرناندز '۶۱ | ورزشگاه: نیوکمپ تماشاگران: ۵۷٬۴۹۵ داور: سانتیاگو خیمی لاتره |

| ۲۱ آوریل ۲۰۲۲ ۳۳ | رئال سوسیداد      | ۰–۱   | بارسلونا                                 | سان سباستیان                                          |
|                  | - له نورمان '۲+۹۰ | گزارش | - اوبامیانگ ۱۱' - آرائوخو '۳۳ - گاوی '۸۵ | ورزشگاه: آنوئتا تماشاگران: ۳۵٬۱۲۸ داور: کارلوس دل سرو |

| ۲۴ آوریل ۲۰۲۲ ۲۱   | بارسلونا                                                 | ۰–۱   | رایو وایکانو                                                                                       | بارسلون                                                             |
| ۲۱:۰۰ CEST (UTC+2) | - لوک دی یونگ '۸۱ - دمبله '۸۹ - آلبا '۳+۹۰ - گاوی '۱۳+۹۰ | گزارش | - ا. گارسیا ۷' - کومسانیا '۳۷ - بالو '۶۹ - پالازون '۸۶ - هرناندز '۵+۹۰ - ترخو '۶+۹۰ - کاتنا '۱۲+۹۰ | ورزشگاه: نیوکمپ تماشاگران: ۵۷٬۰۲۳ داور: ایسیدرو دیاز د مرا اسکودروس |

| ۱ مه ۲۰۲۲ ۳۴       | بارسلونا                                        | ۲–۱   | مایورکا                                    | بارسلون                                                      |
| ۲۱:۰۰ CEST (UTC+2) | - دپای ۲۵' - گاوی '۳۵ - بوسکتس ۵۴' - آلبا '۱+۹۰ | گزارش | - راییو '۶۳، ۷۹' - گرنیه '۶۴ - مافئو '۱+۹۰ | ورزشگاه: نیوکمپ تماشاگران: ۶۲٬۷۸۹ داور: پابلو گونزالس فوئرتس |

| ۷ مه ۲۰۲۲ ۳۵       | رئال بتیس         | ۱–۲   | بارسلونا                                        | سویل                                                               |
| ۲۱:۰۰ CEST (UTC+2) | - بارترا '۷۲, ۷۹' | گزارش | - بوسکتس '۶۴ - فاتی ۷۶' - آلوز '۷۸ - آلبا ۴+۹۰' | ورزشگاه: بنیتو ویامارین تماشاگران: ۴۶٬۱۳۲ داور: آنتونیو متئو لائوس |

| ۱۰ مه ۲۰۲۲ ۳۶      | بارسلونا                                                                       | ۳–۱   | سلتاویگو                 | بارسلون                                                        |
| ۲۱:۳۰ CEST (UTC+2) | - دپای ۳۰' - اوبامیانگ ۴۱'، ۴۸' - گارسیا '۸۰ - ف. دی یونگ '۱۰+۹۰ - آلبا '۱۲+۹۰ | گزارش | - آسپاس ۵۰' - موریلو '۵۸ | ورزشگاه: نیوکمپ تماشاگران: ۵۵٬۸۹۹ داور: میگل آنخل اورتیز آریاس |

| ۱۵ مه ۲۰۲۲ ۳۷      | ختافه        | ۰–۰   | بارسلونا                 | ختافه                                                                  |
| ۱۹:۳۰ CEST (UTC+2) | - الیورا '۸۷ | گزارش | - لنگله '۳۵ - بوسکتس '۵۷ | ورزشگاه: کولیسیوم آلفونسو پرز تماشاگران: ۱۳٬۰۷۲ داور: خسوس خیل مانزانو |

| ۲۲ مه ۲۰۲۲ ۳۸      | بارسلونا                           | ۰–۲   | ویارئال                                    | بارسلون                                                           |
| ۱۸:۳۰ CEST (UTC+2) | - گاوی '۱+۴۵ - پیکه '۵۹ - آلبا '۶۵ | گزارش | - پدراسا ۴۱' - دنیل پارخو '۲+۴۵ - گومز ۵۱' | ورزشگاه: نیوکمپ تماشاگران: ۵۴٬۸۵۰ داور: خوزه لوئیس مونوئرا مونترو |

### کوپا دل ری
| ۵ ژانویه ۲۰۲۲ یک‌شانزدهم نهایی | لینارس                  | ۱–۲   | بارسلونا                                  | لینارس                                       |
| ۱۹:۳۰ CEST (UTC+1)            | - دیاز ۱۹' - گوئررو '۵۸ | گزارش | - ف. دی یونگ '۵۸ - دمبله ۶۳' - خوتگلا ۶۹' | ورزشگاه: لینارخوس داور: گیرمو کوادرا فرناندز |

| ۲۰ ژانویه ۲۰۲۲ یک‌هشتم نهایی | اتلتیک بیلبائو                                                                                    | ۳–۲ (و.ا.) | بارسلونا                                                              | بیلبائو                                          |
| ۲۱:۳۰ CEST (UTC+1)          | - مونیاین ۲'، ۱+۱۰۵' (پنالتی), '۱۲۰ - دنی گارسیا '۳۰ - مارتینز ۸۶' - د مارکوس '۱۰۴ - ویلیامز '۱۱۹ | گزارش      | - تورس ۲۰' - پیکه '۷۶ - پدری ۳+۹۰', '۹۷ - ف. دی یونگ '۱۰۴ - آلبا '۱۰۵ | ورزشگاه: سن مامس داور: خوزه لوئیس مونوئرا مونترو |

### سوپر جام اسپانیا
| ۱۲ ژانویه ۲۰۲۲ نیمه‌نهایی | بارسلونا                                               | ۲–۳ (و.ا.) | رئال مادرید                                                 | ریاض، عربستان‌سعودی                                                 |
| ۲۲:۰۰ SAST (UTC+3)       | - تورس '۲۳ - لوک دی یونگ ۴۱' - دنی آلوز '۵۱ - فاتی ۸۳' | گزارش      | - وینیسیوس ۲۵' - بنزما ۷۲' - کاسمیرو '۷۵ - والورده ۹۸'، '۹۹ | ورزشگاه: ملک فهد تماشاگران: ۳۵٬۰۰۰ داور: خوزه لوئیس مونوئرا مونترو |

### لیگ قهرمانان اروپا

#### مرحله گروهی
قرعه‌کشی مرحله گروهی در ۲۶ اوت ۲۰۲۱ انجام شد.

| رتبه | تیم         | بازی | برد | مساوی | باخت | گل زده | گل خورده | گل تفاضل | امتیاز | صلاحیت              |  | BAY | BEN | BAR | DKV |
| ---- | ----------- | ---- | --- | ----- | ---- | ------ | -------- | -------- | ------ | ------------------- |  | --- | --- | --- | --- |
| ۱    | بایرن مونیخ | ۶    | ۶   | ۰     | ۰    | ۲۲     | ۳        | ۱۹+      | ۱۸     | صعود به مرحله حذفی  |  | —   | 5–2 | 3–0 | 5–0 |
| ۲    | بنفیکا      | ۶    | ۲   | ۲     | ۲    | ۷      | ۹        | ۲−       | ۸      | صعود به مرحله حذفی  |  | 0–4 | —   | 3–0 | 2–0 |
| ۳    | بارسلونا    | ۶    | ۲   | ۱     | ۳    | ۲      | ۹        | ۷−       | ۷      | انتقال به لیگ اروپا |  | 0–3 | 0–0 | —   | 1–0 |
| ۴    | دینامو کی‌یف | ۶    | ۰   | ۱     | ۵    | ۱      | ۱۱       | ۱۰−      | ۱      |                     |  | 1–2 | 0–0 | 0–1 | —   |

| ۱۴ سپتامبر ۲۰۲۱ ۱  | بارسلونا   | ۰–۳   | بایرن مونیخ                                                 | بارسلون، اسپانیا                                             |
| ۲۱:۰۰ CEST (UTC+2) | - گاوی '۸۲ | گزارش | - کیمیش '۵ - مولر ۳۳' - لواندوفسکی ۵۶'، ۸۵' - اوپامکانو '۷۸ | ورزشگاه: نیوکمپ تماشاگران: ۳۹٬۷۳۷ داور: مایکل الیور (انگلیس) |

| ۲۹ سپتامبر ۲۰۲۱ ۲  | بنفیکا                                                                              | ۳–۰   | بارسلونا                                            | لیسبون، پرتقال                                  |
| ۲۱:۰۰ CEST (UTC+2) | - نونیز ۳'، ۷۹' (پنالتی) - اوتامندی '۳۳ - سیلوا '۵۶، ۶۹' - گریمالدو '۶۲ - وایگل '۷۲ | گزارش | - پیکه '۱۲ - گارسیا '۵۴ '۸۷ - دست '۷۸ - گونزالس '۸۶ | تماشاگران: ۲۹٬۴۵۴ داور: دنیله اورساتو (ایتالیا) |

| ۲۰ اکتبر ۲۰۲۱ ۳    | بارسلونا                    | ۱–۰   | دینامو کی‌یف | بارسلون، اسپانیا                                             |
| ۱۸:۴۵ CEST (UTC+2) | - پیکه ۳۶' - ف. دی یونگ '۹۰ | گزارش |             | ورزشگاه: نیوکمپ تماشاگران: ۴۵٬۹۶۸ داور: کلمن تورپین (فرانسه) |

| ۲ نوامبر ۲۰۲۱ ۴    | دینامو کی‌یف                   | ۰–۱   | بارسلونا                                       | کی‌یف، اکراین                                                      |
| ۲۱:۰۰ CEST (UTC+2) | - هارماش '۴۱ - بویالسکی '۱+۴۵ | گزارش | - گارسیا '۲۰ - گاوی '۴۶ - لنگله '۵۰ - فاتی ۷۰' | ورزشگاه: المپیسکی تماشاگران: ۳۱٬۳۷۸ داور: اوویدیو هاتگان (رومانی) |

| ۲۳ نوامبر ۲۰۲۱ ۵   | بارسلونا   | ۰–۰   | بنفیکا                                                             | بارسلون، اسپانیا                                            |
| ۲۱:۰۰ CEST (UTC+2) | - پیکه '۴۹ | گزارش | - گریمالدو '۳۶ - ژوآو ماریو '۴۹ - ولاخودیموش '۲+۹۰ - تاعرابت '۵+۹۰ | ورزشگاه: نیوکمپ تماشاگران: ۴۹٬۵۷۲ داور: سرگی کاراسف (روسیه) |

| ۸ دسامبر ۲۰۲۱ ۶    | بایرن مونیخ                                       | ۳–۰   | بارسلونا                  | مونیخ، آلمان                                                                   |
| ۲۱:۰۰ CEST (UTC+2) | - مولر ۳۴' - سانه ۴۳' - موزیالا ۶۲' - ریچاردز '۸۲ | گزارش | - بوسکتس '۳ - آرائوخو '۱۶ | ورزشگاه: آلیانتس آرنا تماشاگران: ۰ (بدون‌تماشاگر) داور: اوویدیو هاتگان (رومانی) |

### لیگ اروپا

#### مرحله حذفی

##### پلی‌آف حذفی
قرعه کشی پلی‌آف مرحله حذفی در ۱۳ دسامبر ۲۰۲۱ انجام شد.
| ۱۷ فوریه ۲۰۲۲ رفت | بارسلونا            | ۱–۱   | ناپولی                                                                     | بارسلون، اسپانیا                                                |
| ۱۸:۴۵ CET (UTC+1) | - تورس ۵۹' (پنالتی) | گزارش | - ژیلینسکی ۲۹' - زامبو آنگیسا '۳۹ - فابیان '۷۰ - ماریو روی '۹۰ - مرت '۱+۹۰ | ورزشگاه: نیوکمپ تماشاگران: ۷۳٬۵۲۵ داور: ایستوان کوواکس (رومانی) |

| ۲۴ فوریه ۲۰۲۲ برگشت | ناپولی                                                             | ۲–۴ (۳–۵ گ.ح.) | بارسلونا                                                          | ناپل، ایتالیا                                                              |
| ۲۱:۰۰ CET (UTC+1)   | - اینسینیه ۲۳' (پنالتی) - ژیلینسکی '۵۶ - فابیان '۶۲ - پولیتانو ۸۷' | گزارش          | - آلبا ۸' - ف.دی یونگ ۱۳' - پیکه ۴۵' - اوبامیانگ ۵۹' - گاوی '۳+۹۰ | ورزشگاه: دیگو آرماندو مارادونا تماشاگران: ۳۷٬۸۵۸ داور: سرگی کاراسف (روسیه) |

##### یک‌هشتم نهایی
قرعه‌کشی مرحله یک‌هشتم نهایی در ۲۵ فوریه ۲۰۲۲ برگزار شد.
| ۱۰ مارس ۲۰۲۲ رفت  | بارسلونا              | ۰–۰   | گالاتاسرای                  | بارسلون، اسپانیا                                             |
| ۲۱:۰۰ CET (UTC+1) | - دپای '۳۵ - آلبا '۸۹ | گزارش | - کوتلو '۳۱ - آنتالیالی '۷۷ | ورزشگاه: نیوکمپ تماشاگران: ۶۱٬۷۴۰ داور: بنوآ باستیه (فرانسه) |

| ۱۷ مارس ۲۰۲۲ برگشت | گالاتاسرای                                      | ۱–۲ (۱–۲ گ.ح.) | بارسلونا                                                                   | استانبول، ترکیه                                                                   |
| ۱۸:۴۵ CET (UTC+1)  | - مارکائو ۲۸'، '۳۰ - فن آنهولت '۷۲ - بایرام '۹۰ | گزارش          | - بوسکتس '۲۷ - پدری ۳۷' - گارسیا '۴۲ - اوبامیانگ ۴۹' - گاوی '۷۹ - آلبا '۸۷ | ورزشگاه: مجموعه ورزشی علی سامی ین تماشاگران: ۵۰٬۱۱۰ داور: دنیله اورساتو (ایتالیا) |

##### یک‌چهارم نهایی
قرعه کشی مرحله یک‌چهارم نهایی در ۱۸ مارس ۲۰۲۲ برگزار شد.
| ۷ آوریل ۲۰۲۲ رفت   | اینتراخت فرانکفورت                                   | ۱–۱   | بارسلونا   | فرانکفورت، آلمان                                                           |
| ۲۱:۰۰ CEST (UTC+2) | - کوستیچ '۲+۴۵ - کناف ۴۸' - توتا '۶۱ '۷۸ - یاکیچ '۸۲ | گزارش | - تورس ۶۱' | ورزشگاه: دویچه بانک پارک تماشاگران: ۴۸٬۰۰۰ داور: سرجان یووانوویچ (صربستان) |

| ۱۴ آوریل ۲۰۲۲ برگشت | بارسلونا                                                                   | ۲–۳ (۳–۴ گ.ح.) | اینتراخت فرانکفورت                                                                                              | بارسلون، اسپانیا                                                  |
| ۲۱:۰۰ CEST (UTC+2)  | - گارسیا '۳ - گاوی '۲۸ - بوسکتس ۱+۹۰' - دمبله '۴+۹۰ - دپای ۱۱+۹۰' (پنالتی) | گزارش          | - کوستیچ ۴' (پنالتی)، ۶۷' - یاکیچ '۲۴ - بوره ۳۶' - هروستیس '۸۳ - اندیکا '۵+۹۰ '۱۰+۹۰ - کناف '۵+۹۰ - تراپ '۱۱+۹۰ | ورزشگاه: نیوکمپ تماشاگران: ۷۹٬۴۶۸ داور: آرتور سوارز دیاز (پرتغال) |

## آمار

### آمار تیم
تا تاریخ ۲۲ مه ۲۰۲۲
| ش.                                                                                               | پ.          | م.                  | بازیکن              | مجموع       | مجموع       | لا لیگا     | لا لیگا     | کوپا دل ری  | کوپا دل ری  | سوپر جام اسپانیا | سوپر جام اسپانیا | لیگ قهرمانان اروپا | لیگ قهرمانان اروپا | لیگ اروپا   | لیگ اروپا   |
| ش.                                                                                               | پ.          | م.                  | بازیکن              | بازی        | گل‌ها        | بازی        | گل‌ها        | بازی        | گل‌ها        | بازی             | گل‌ها             | بازی               | گل‌ها               | بازی        | گل‌ها        |
| دروازه‌بانان                                                                                      | دروازه‌بانان | دروازه‌بانان         | دروازه‌بانان         | دروازه‌بانان | دروازه‌بانان | دروازه‌بانان | دروازه‌بانان | دروازه‌بانان | دروازه‌بانان | دروازه‌بانان      | دروازه‌بانان      | دروازه‌بانان        | دروازه‌بانان        | دروازه‌بانان | دروازه‌بانان |
| ------------------------------------------------------------------------------------------------ | ----------- | ------------------- | ------------------- | ----------- | ----------- | ----------- | ----------- | ----------- | ----------- | ---------------- | ---------------- | ------------------ | ------------------ | ----------- | ----------- |
| 1                                                                                                | دروازه‌بان   | آلمان               | مارک-آندره تر اشتگن | ۴۳          | ۰           | ۳۵          | ۰           | ۱           | ۰           | ۱                | ۰                | ۶                  | ۰                  |             |             |
| 13                                                                                               | دروازه‌بان   | برزیل               | نتو                 | ۴           | ۰           | ۳           | ۰           | ۱           | ۰           | ۰                | ۰                | ۰                  | ۰                  |             |             |
| مدافعان                                                                                          |             |                     |                     |             |             |             |             |             |             |                  |                  |                    |                    |             |             |
| 2                                                                                                | مدافع       | ایالات متحده آمریکا | سرجینیو دست         | ۲۶          | ۰           | ۱۷+۴        | ۰           | ۰+۱         | ۰           | ۰                | ۰                | ۳+۱                | ۰                  |             |             |
| ۳                                                                                                | مدافع       | اسپانیا             | جرارد پیکه          | ۳۵          | ۲           | ۲۵+۲        | ۱           | ۲           | ۰           | ۱                | ۰                | ۵                  | ۱                  |             |             |
| ۴                                                                                                | مدافع       | اروگوئه             | رونالد آرائوخو      | ۳۸          | ۴           | ۲۵+۵        | ۴           | ۲           | ۰           | ۱                | ۰                | ۴+۱                | ۰                  |             |             |
| 8                                                                                                | مدافع       | برزیل               | دنی آلوز            | ۱۷          | ۱           | ۱۳+۱        | ۱           | ۲           | ۰           | ۱                | ۰                | ۰                  | ۰                  |             |             |
| 15                                                                                               | مدافع       | فرانسه              | کلمون لنگله         | ۲۵          | ۰           | ۷+۱۴        | ۰           | ۰           | ۰           | ۰                | ۰                | ۴                  | ۰                  |             |             |
| 18                                                                                               | مدافع       | اسپانیا             | جوردی آلبا          | ۳۸          | ۲           | ۳۰          | ۲           | ۲           | ۰           | ۱                | ۰                | ۵                  | ۰                  |             |             |
| 22                                                                                               | مدافع       | اسپانیا             | اسکار مینگوئزا      | ۲۵          | ۰           | ۹+۱۰        | ۰           | ۱           | ۰           | ۰                | ۰                | ۲+۳                | ۰                  |             |             |
| 23                                                                                               | مدافع       | فرانسه              | ساموئل اومتیتی      | ۱           | ۰           | ۱           | ۰           | ۰           | ۰           | ۰                | ۰                | ۰                  | ۰                  |             |             |
| 24                                                                                               | مدافع       | اسپانیا             | اریک گارسیا         | ۳۱          | ۰           | ۲۳+۳        | ۰           | ۱           | ۰           | ۰                | ۰                | ۳+۱                | ۰                  |             |             |
| 31                                                                                               | مدافع       | اسپانیا             | الخاندرو بالده      | ۷           | ۰           | ۲+۳         | ۰           | ۰           | ۰           | ۰                | ۰                | ۰+۲                | ۰                  |             |             |
| 41                                                                                               | مدافع       | اسپانیا             | میکا مارمول         | ۱           | ۰           | ۰+۱         | ۰           | ۰           | ۰           | ۰                | ۰                | ۰                  | ۰                  |             |             |
| هافبک‌ها                                                                                          |             |                     |                     |             |             |             |             |             |             |                  |                  |                    |                    |             |             |
| 5                                                                                                | هافبک       | اسپانیا             | سرخیو بوسکتس        | ۴۵          | ۲           | ۳۶          | ۲           | ۲           | ۰           | ۱                | ۰                | ۶                  | ۰                  |             |             |
| 6                                                                                                | هافبک       | اسپانیا             | ریکی پویگ           | ۱۷          | ۱           | ۲+۱۳        | ۱           | ۱           | ۰           | ۰                | ۰                | ۰+۱                | ۰                  |             |             |
| 14                                                                                               | هافبک       | اسپانیا             | نیکو گونزالس        | ۳۴          | ۲           | ۱۲+۱۵       | ۲           | ۲           | ۰           | ۰+۱              | ۰                | ۲+۲                | ۰                  |             |             |
| 16                                                                                               | هافبک       | اسپانیا             | پدری                | ۱۶          | ۴           | ۱۰+۲        | ۳           | ۰+۱         | ۱           | ۰+۱              | ۰                | ۲                  | ۰                  |             |             |
| 20                                                                                               | هافبک       | اسپانیا             | سرجی روبرتو         | ۱۲          | ۲           | ۴+۵         | ۲           | ۰           | ۰           | ۰                | ۰                | ۲+۱                | ۰                  |             |             |
| 21                                                                                               | هافبک       | هلند                | فرنکی دی یونگ       | ۴۱          | ۳           | ۳۰+۲        | ۳           | ۰+۲         | ۰           | ۱                | ۰                | ۶                  | ۰                  |             |             |
| 30                                                                                               | هافبک       | اسپانیا             | گاوی                | ۴۲          | ۲           | ۲۸+۶        | ۲           | ۱           | ۰           | ۱                | ۰                | ۴+۲                | ۰                  |             |             |
| 34                                                                                               | هافبک       | اسپانیا             | آلوارو سانز         | ۳           | ۰           | ۰+۲         | ۰           | ۰+۱         | ۰           | ۰                | ۰                | ۰                  | ۰                  |             |             |
| مهاجمان                                                                                          |             |                     |                     |             |             |             |             |             |             |                  |                  |                    |                    |             |             |
| 7                                                                                                | مهاجم       | فرانسه              | عثمان دمبله         | ۲۶          | ۲           | ۱۵+۶        | ۱           | ۰+۱         | ۱           | ۱                | ۰                | ۱+۲                | ۰                  |             |             |
| 9                                                                                                | مهاجم       | هلند                | ممفیس دپای          | ۳۵          | ۱۲          | ۲۰+۸        | ۱۲          | ۰           | ۰           | ۰+۱              | ۰                | ۶                  | ۰                  |             |             |
| 10                                                                                               | مهاجم       | اسپانیا             | آنسو فاتی           | ۱۴          | ۶           | ۳+۶         | ۴           | ۰+۱         | ۰           | ۰+۱              | ۱                | ۱+۲                | ۱                  |             |             |
| 11                                                                                               | مهاجم       | اسپانیا             | آداما ترائوره       | ۱۱          | ۰           | ۴+۷         | ۰           | ۰           | ۰           | ۰                | ۰                | ۰                  | ۰                  |             |             |
| 12                                                                                               | مهاجم       | دانمارک             | مارتین بریتویت      | ۵           | ۲           | ۳+۱         | ۲           | ۰+۱         | ۰           | ۰                | ۰                | ۰                  | ۰                  |             |             |
| 17                                                                                               | مهاجم       | هلند                | لوک دی یونگ         | ۲۵          | ۸           | ۶+۱۵        | ۶           | ۰           | ۰۱          | ۱                | ۱                | ۳                  | ۰                  |             |             |
| 19                                                                                               | مهاجم       | اسپانیا             | فران تورس           | ۲۰          | ۵           | ۱۷+۱        | ۴           | ۱           | ۱           | ۱                | ۰                | ۰                  | ۰                  |             |             |
| 25                                                                                               | مهاجم       | گابن                | پیر امریک اوبامیانگ | ۱۷          | ۱۱          | ۱۳+۴        | ۱۱          | ۰           | ۰           | ۰                | ۰                | ۰                  | ۰                  |             |             |
| 29                                                                                               | مهاجم       | اسپانیا             | فران خوتگلا         | ۹           | ۲           | ۴+۲         | ۱           | ۲           | ۱           | ۰+۱              | ۰                | ۰                  | ۰                  |             |             |
| 33                                                                                               | مهاجم       | مراکش               | عبد ازلزولی         | ۱۲          | ۱           | ۶+۴         | ۱           | ۱           | ۰           | ۰+۱              | ۰                | ۰                  | ۰                  |             |             |
| 37                                                                                               | مهاجم       | اسپانیا             | الیاس آخوماش        | ۳           | ۰           | ۲           | ۰           | ۱           | ۰           | ۰                | ۰                | ۰                  | ۰                  |             |             |
| 39                                                                                               | مهاجم       | اسپانیا             | استانیس پدرولا      | ۱           | ۰           | ۰+۱         | ۰           | ۰           | ۰           | ۰                | ۰                | ۰                  | ۰                  |             |             |
| بازیکنانی که در این فصل حضور داشته‌اند یا شماره پیراهن در تیم داشته‌اند اما باشگاه را ترک کرده‌اند. |             |                     |                     |             |             |             |             |             |             |                  |                  |                    |                    |             |             |
| 22                                                                                               | مدافع       | برزیل               | امرسون              | ۳           | ۰           | ۱+۲         | ۰           | ۰           | ۰           | ۰                | ۰                | ۰                  | ۰                  |             |             |
| 7                                                                                                | مهاجم       | فرانسه              | آنتوان گریزمان      | ۳           | ۰           | ۳           | ۰           | ۰           | ۰           | ۰                | ۰                | ۰                  | ۰                  |             |             |
| 8                                                                                                | هافبک       | بوسنی و هرزگوین     | میرالم پیانیچ       | ۰           | ۰           | ۰           | ۰           | ۰           | ۰           | ۰                | ۰                | ۰                  | ۰                  |             |             |
| 19                                                                                               | مهاجم       | آرژانتین            | سرخیو آگوئرو        | ۵           | ۱           | ۲+۲         | ۱           | ۰           | ۰           | ۰                | ۰                | ۰+۱                | ۰                  |             |             |
| 14                                                                                               | هافبک       | برزیل               | فیلیپه کوتینیو      | ۱۶          | ۲           | ۵+۷         | ۲           | ۰           | ۰           | ۰                | ۰                | ۰+۴                | ۰                  |             |             |
| 11                                                                                               | مهاجم       | اتریش               | یوسف دمیر           | ۹           | ۰           | ۲+۴         | ۰           | ۰           | ۰           | ۰                | ۰                | ۱+۲                | ۰                  |             |             |

### برترین گلزنان
تا تاریخ ۲۲مه ۲۰۲۲
| رتبه       | ش.         | پ.         | م.         | بازیکن              | لا لیگا | کوپا دل ری | سوپر جام اسپانیا | لیگ قهرمانان اروپا | لیگ اروپا | مجموع |
| ---------- | ---------- | ---------- | ---------- | ------------------- | ------- | ---------- | ---------------- | ------------------ | --------- | ----- |
| ۱          | 9          | FW         | هلند       | ممفیس دپای          | ۱۲      | ۰          | ۰                | ۰                  | ۱         | ۱۳    |
| ۱          | 25         | FW         | گابن       | پیر امریک اوبامیانگ | ۱۱      | ۰          | ۰                | ۰                  | ۲         | ۱۳    |
| ۳          | 17         | FW         | هلند       | لوک دی یونگ         | ۵       | ۰          | ۱                | ۰                  | ۰         | ۷     |
| ۳          | 19         | FW         | اسپانیا    | فران تورس           | ۴       | ۱          | ۰                | ۰                  | ۲         | ۷     |
| ۵          | 10         | FW         | اسپانیا    | آنسو فاتی           | ۴       | ۰          | ۱                | ۱                  | ۰         | ۶     |
| ۶          | 16         | MF         | اسپانیا    | پدری                | ۳       | ۱          | ۰                | ۰                  | ۱         | ۵     |
| ۷          | 4          | DF         | اروگوئه    | رونالد آرائوخو      | ۴       | ۰          | ۰                | ۰                  |           | ۴     |
| ۷          | 21         | MF         | هلند       | فرنکی دی یونگ       | ۳       | ۰          | ۰                | ۰                  | ۱         | ۴     |
| ۹          | 3          | DF         | اسپانیا    | جرارد پیکه          | ۱       | ۰          | ۰                | ۱                  | ۱         | ۳     |
| ۹          | 5          | MF         | اسپانیا    | سرخیو بوسکتس        | ۲       | ۰          | ۰                | ۰                  | ۱         | ۳     |
| ۹          | 18         | DF         | اسپانیا    | جوردی آلبا          | ۲       | ۰          | ۰                | ۰                  | ۱         | ۳     |
| ۱۲         | 7          | FW         | فرانسه     | عثمان دمبله         | ۱       | ۱          | ۰                | ۰                  | ۰         | ۲     |
| ۱۲         | 12         | FW         | دانمارک    | مارتین بریتویت      | ۲       | ۰          | ۰                | ۰                  | ۰         | ۲     |
| ۱۲         | 14         | MF         | اسپانیا    | نیکو گونزالس        | ۲       | ۰          | ۰                | ۰                  | ۰         | ۲     |
| ۱۲         | 20         | MF         | اسپانیا    | سرجی روبرتو         | ۲       | ۰          | ۰                | ۰                  | ۰         | ۲     |
| ۱۲         | 29         | FW         | اسپانیا    | فران خوتگلا         | ۱       | ۱          | ۰                | ۰                  |           | ۲     |
| ۱۲         | 30         | MF         | اسپانیا    | گاوی                | ۲       | ۰          | ۰                | ۰                  | ۰         | ۲     |
| ۱۲         | 14         | MF         | برزیل      | فیلیپه کوتینیو      | ۲       | ۰          | ۰                | ۰                  | ۰         | ۲     |
| ۱۹         | 6          | MF         | اسپانیا    | ریکی پویگ           | ۱       | ۰          | ۰                | ۰                  | ۰         | ۱     |
| ۱۹         | 8          | DF         | برزیل      | دنی آلوز            | ۱       | ۰          | ۰                | ۰                  | ۰         | ۱     |
| ۱۹         | 33         | FW         | مراکش      | عبد ازلزولی         | ۱       | ۰          | ۰                | ۰                  | ۰         | ۱     |
| ۱۹         | 19         | FW         | آرژانتین   | سرخیو آگوئرو        | ۱       | ۰          | ۰                | ۰                  | ۰         | ۱     |
| گل به خودی | گل به خودی | گل به خودی | گل به خودی | گل به خودی          | ۰       | ۰          | ۰                | ۰                  | ۰         | ۰     |
| مجموع      | مجموع      | مجموع      | مجموع      | مجموع               | ۶۸      | ۴          | ۲                | ۲                  | ۱۰        | ۸۶    |

### هت‌تریک ها
| بازیکن              | مقابل   | نتیجه   | تاریخ         | رقابت   | منبع   |
| ------------------- | ------- | ------- | ------------- | ------- | ------ |
| پیر امریک اوبامیانگ | والنسیا | ۴–۱ (A) | ۲۰ فوریه ۲۰۲۲ | لا لیگا | [ ۸۷ ] |

(H) – خانه ؛ (A) – خارج‌از‌خانه

### سوابق انضباطی
تا تاریخ ۲۲ مه ۲۰۲۲
| ش. | پ. | م.  | نام‌بازیکن           | لا لیگا     | لا لیگا            | لا لیگا  | کوپا دل ری  | کوپا دل ری         | کوپا دل ری | سوپر جام اسپانیا | سوپر جام اسپانیا   | سوپر جام اسپانیا | لیگ قهرمانان | لیگ قهرمانان       | لیگ قهرمانان | لیگ اروپا   | لیگ اروپا          | لیگ اروپا | مجموع       | مجموع              | مجموع    | یادداشت‌ها |
| ش. | پ. | م.  | نام‌بازیکن           | Yellow card | Second yellow card | Red card | Yellow card | Second yellow card | Red card   | Yellow card      | Second yellow card | Red card         | Yellow card  | Second yellow card | Red card     | Yellow card | Second yellow card | Red card  | Yellow card | Second yellow card | Red card | یادداشت‌ها |
| 1  | GK | GER | مارک-آندره تر اشتگن | 3           |                    |          |             |                    |            |                  |                    |                  |              |                    |              |             |                    |           | 3           |                    |          |           |
| 2  | DF | USA | سرجینیو دست         | 2           |                    |          |             |                    |            |                  |                    |                  | 1            |                    |              |             |                    |           | 3           |                    |          |           |
| 3  | DF | ESP | جرارد پیکه          | 8           | 1                  |          | 1           |                    |            |                  |                    |                  | 2            |                    |              |             |                    |           | 11          | 1                  |          |           |
| 4  | DF | URU | رونالد آرائوخو      | 6           |                    |          |             |                    |            |                  |                    |                  | 1            |                    |              |             |                    |           | 7           |                    |          |           |
| 5  | MF | ESP | سرخیو بوسکتس        | 11          |                    |          |             |                    |            |                  |                    |                  | 1            |                    |              | 1           |                    |           | 13          |                    |          |           |
| 7  | FW | FRA | عثمان دمبله         | 3           |                    |          |             |                    |            |                  |                    |                  |              |                    |              | 1           |                    |           | 4           |                    |          |           |
| 8  | DF | BRA | دنی آلوز            | 2           |                    | 1        |             |                    |            | 1                |                    |                  |              |                    |              |             |                    |           | 3           |                    | 1        |           |
| 9  | FW | NED | ممفیس دپای          | 3           |                    |          |             |                    |            |                  |                    |                  |              |                    |              |             |                    |           | 3           |                    |          |           |
| 14 | MF | ESP | نیکو گونزالس        | 6           |                    |          |             |                    |            |                  |                    |                  | 1            |                    |              |             |                    |           | 7           |                    |          |           |
| 15 | DF | FRA | کلمون لنگله         | 3           |                    |          |             |                    |            |                  |                    |                  | 1            |                    |              |             |                    |           | 4           |                    |          |           |
| 16 | MF | ESP | پدری                |             |                    |          | 1           |                    |            |                  |                    |                  |              |                    |              |             |                    |           | 1           |                    |          |           |
| 17 | FW | NED | لوک دی یونگ         | 1           |                    |          |             |                    |            |                  |                    |                  |              |                    |              |             |                    |           | 1           |                    |          |           |
| 18 | DF | ESP | جوردی آلبا          | 11          |                    |          | 1           |                    |            |                  |                    |                  |              |                    |              | 1           |                    |           | 13          |                    |          |           |
| 19 | DF | ESP | فران تورس           | 1           |                    |          |             |                    |            | 1                |                    |                  |              |                    |              |             |                    |           | 2           |                    |          |           |
| 20 | MF | ESP | سرجی روبرتو         | 1           |                    |          |             |                    |            |                  |                    |                  |              |                    |              |             |                    |           | 1           |                    |          |           |
| 21 | MF | NED | فرنکی دی یونگ       | 5           | 1                  |          | 2           |                    |            |                  |                    |                  | 1            |                    |              |             |                    |           | 8           | 1                  |          |           |
| 22 | DF | ESP | اسکار مینگوئزا      | 2           |                    |          |             |                    |            |                  |                    |                  |              |                    |              |             |                    |           | 2           |                    |          |           |
| 23 | DF | FRA | ساموئل اومتیتی      | 1           |                    |          |             |                    |            |                  |                    |                  |              |                    |              |             |                    |           | 1           |                    |          |           |
| 24 | DF | ESP | اریک گارسیا         | 5           |                    | 1        |             |                    |            |                  |                    |                  | 2            | 1                  |              | 2           |                    |           | 9           | 1                  | 1        |           |
| 29 | FW | ESP | فران خوتگلا         | 1           |                    |          |             |                    |            |                  |                    |                  |              |                    |              |             |                    |           | 1           |                    |          |           |
| 30 | MF | ESP | گاوی                | 9           | 1                  |          |             |                    |            |                  |                    |                  | 2            |                    |              | 3           |                    |           | 14          | 1                  |          |           |
| 33 | FW | MAR | عبد ازلزولی         | 4           |                    |          |             |                    |            |                  |                    |                  |              |                    |              |             |                    |           | 4           |                    |          |           |
| 14 | MF | BRA | فیلیپه کوتینیو      | 1           |                    |          |             |                    |            |                  |                    |                  |              |                    |              |             |                    |           | 1           |                    |          |           |

منبع: fcbarcelona.com
به ترتیب ،  و 
 = تعداد کارت زرد;  = تعداد  کارت قرمز پس از دریافت کارت زرد دوم؛  = تعداد کارت قرمز بوسیله دریافت کارت قرمز مستقیم.

### سوابق مصدومیت
| ش. | پ. | م.  | نام‌بازیکن           | نوع                               | وضعیت | منبع    | بازی                                                    | ت.مصدومیت       | ت.بازگشت        |
| 10 | FW | ESP | آنسو فاتی           | پارگی مینیسک در زانوی چپ          |       | FCB.com | فصل ۲۱–۲۰۲۰                                             | ۷ نوامبر ۲۰۲۰   | ۲۶ سپتامبر ۲۰۲۱ |
| 14 | MF | BRA | فیلیپه کوتینیو      | مصدومیت زانوی چپ                  |       | FCB.com | فصل ۲۱–۲۰۲۰                                             | ۲۹ دسامبر ۲۰۲۰  | ۴ سپتامبر ۲۰۲۱  |
| 1  | GK | GER | مارک-آندره تر اشتگن | مصدومیت زانوی راست                |       | FCB.com | فصل ۲۱–۲۰۲۰                                             | ۲۱ مه ۲۰۲۱      | ۲۸ اوت ۲۰۲۱     |
| 7  | FW | FRA | عثمان دمبله         | آسیب زانوی راست                   |       | FCB.com | همراه تیم ملی فرانسه در بازی مقابل تیم ملی مجارستان     | ۱۹ ژوئن ۲۰۲۱    | ۱ نوامبر ۲۰۲۱   |
| 15 | DF | FRA | کلمون لنگله         | آسیب زانوی راست                   |       | FCB.com | در تمرینات                                              | پیش‌فصل          | ۱۵ ات ۲۰۲۱      |
| 19 | FW | ARG | سرخیو آگوئرو        | آسیب ساق پای راست                 |       | FCB.com | در تمرینات                                              | پیش‌فصل          | ۱۷ اکتبر ۲۰۲۱   |
| 22 | DF | SPA | اسکار مینگوئزا      | آسیب همسترینگ پای چپ              |       | FCB.com | همراه تیم المپیک اسپانیا در مقابل بازی مقابل ساحل عاج   | پیش‌فصل          | ۲۸ اوت ۲۰۲۱     |
| 3  | DF | SPA | جرارد پیکه          | آسیب ساق پای چپ                   |       | FCB.com | بازی مقابل اتلتیک بیلبائو                               | ۲۱ اوت ۲۰۲۱     | ۱۴ سپتامبر ۲۰۲۱ |
| 20 | MF | SPA | سرجی روبرتو         | شکستگی دنده                       |       | FCB.com | بازی مقابل ختافه                                        | ۲۹ اوت ۲۰۲۱     | ۱۴ سپتامبر ۲۰۲۱ |
| 12 | FW | DEN | مارتین بریتویت      | مشکل زانوی چپ                     |       | FCB.com | بازی مقابل ختافه                                        | ۲۹ اوت ۲۰۲۱     | ۲۰ ژانویه ۲۰۲۲  |
| 2  | DF | USA | سرجینیو دست         | مشکل مچ پای راست                  |       | FCB.com | همراه تیم ملی ایالات متحده در بازی مقابل تیم ملی کانادا | ۵ سپتامبر ۲۰۲۱  | ۱۴ سپتامبر ۲۰۲۱ |
| 18 | DF | ESP | جوردی آلبا          | مصدومیت همسترینگ راست             |       | FCB.com | مقابل بایرن مونیخ                                       | ۱۴ سپتامبر ۲۰۲۱ | ۲ اکتبر ۲۰۲۱    |
| 16 | MF | ESP | پدری                | مصدومیت ران پای چپ                |       | FCB.com | مقابل بایرن مونیخ                                       | ۱۴ سپتامبر ۲۰۲۱ | ۲۹ سپتامبر ۲۰۲۱ |
| 16 | MF | ESP | پدری                | آسیب ران پای چپ                   |       | FCB.com | در تمرینات                                              | ۱ اکتبر ۲۰۲۱    | ۱۰ ژانویه ۲۰۲۱  |
| 4  | DF | URU | رونالد آرائوخو      | مصدومیت همسترینگ پای راست         |       | FCB.com | همراه تیم ملی اروگوئه در بازی مقابل تیم ملی آرژانتین    | ۱۱ اکتبر ۲۰۲۱   | ۱ نوامبر ۲۰۲۱   |
| 21 | MF | NED | فرنکی دی یونگ       | کشیدگی همسترینگ پای راست          |       | FCB.com | مقابل رئال‌مادرید                                        | ۲۴ اکتبر ۲۰۲۱   | ۱ نوامبر ۲۰۲۱   |
| 10 | FW | ESP | آنسو فاتی           | آسیب زانوی راست                   |       | FCB.com | مقابل رئال‌مادرید                                        | ۲۴ اکتبر ۲۰۲۱   | ۱ نوامبر ۲۰۲۱   |
| 20 | MF | SPA | سرجی روبرتو         | آسیب چهار سر پای راست             |       | FCB.com | در تمرینات                                              | ۲۹ اکتبر ۲۰۲۱   | ۲۰ نوامبر ۲۰۲۱  |
| 19 | MF | ARG | سرخیو آگوئرو        | درد در قفسه سینه (مشکل قلبی)      |       | FCB.com | مقابل آلاوس                                             | ۳۰ اکتبر ۲۰۲۱   | بازنشسته        |
| 3  | MF | SPA | جرارد پیکه          | کشیدگی ماهیچه ساق پای راست        |       | FCB.com | مقابل آلاوس                                             | ۳۰ اکتبر ۲۰۲۱   | ۲۰ نوامبر ۲۰۲۱  |
| 7  | FW | FRA | عثمان دمبله         | کشیدگی همسترینگ پای چپ            |       | FCB.com | در تمرینات                                              | ۴ نوامبر ۲۰۲۱   | ۲۳ نوامبر ۲۰۲۱  |
| 2  | DF | USA | سرجینیو دست         | درد پایین کمر                     |       | FCB.com | در تمرینات                                              | ۴ نوامبر ۲۰۲۱   | ۲۳ نوامبر ۲۰۲۱  |
| 10 | FW | ESP | آنسو فاتی           | آسیب ران پای چپ                   |       | FCB.com | مقابل سلتاویگو                                          | ۶ نوامبر ۲۰۲۱   | ۱۱ ژانویه ۲۰۲۲  |
| 24 | DF | ESP | اریک گارسیا         | کشیدگی ماهیچه ساق پای راست        |       | FCB.com | مقابل سلتاویگو                                          | ۶ نوامبر ۲۰۲۱   | ۲۰ نوامبر ۲۰۲۱  |
| 28 | FW | ESP | نیکو گونزالس        | کشیدگی کشاله ران پای چپ           |       | FCB.com | مقابل سلتاویگو                                          | ۶ نوامبر ۲۰۲۱   | ۲۰ نوامبر ۲۰۲۱  |
| 20 | MF | SPA | سرجی روبرتو         | مصدومیت عضله چهار سر ران پای راست |       | FCB.com | در تمرینات                                              | ۲۲ نوامبر ۲۰۲۱  |                 |
| 18 | DF | ESP | جوردی آلبا          | آسیب همسترینگ پای راست            |       | FCB.com | مقابل بایرن مونیخ                                       | ۸ دسامبر ۲۰۲۱   | ۱۸ دسامبر ۲۰۲۱  |
| 9  | FW | NED | ممفیس دپای          | مصدومیت همسترینگ پای راست         |       | FCB.com | مقابل بایرن مونیخ                                       | ۸ دسامبر ۲۰۲۱   | ۸ ژانویه ۲۰۲۲   |
| 2  | DF | USA | سرجینیو دست         | آسیب کشاله ران                    |       | FCB.com | در تمرینات                                              | ۱۸ دسامبر ۲۰۲۱  | ۸ ژانویه ۲۰۲۲   |
| 15 | DF | FRA | کلمون لنگله         | مشکل معده                         |       | FCB.com | در تمرینات                                              | ۵ ژانویه ۲۰۲۲   | ۸ ژانویه ۲۰۲۲   |
| 23 | DF | FRA | ساموئل اومتیتی      | مشکل معده                         |       | FCB.com | در تمرینات                                              | ۵ ژانویه ۲۰۲۲   | ۸ ژانویه ۲۰۲۲   |
| 4  | DF | URU | رونالد آرائوخو      | شکستگی استخوان متاکارپ دست راست   |       | FCB.com | مقابل دپورتیوو لینارس                                   | ۵ ژانویه ۲۰۲۲   | ۱۱ ژانویه ۲۰۲۲  |
| 21 | MF | NED | فرنکی دی یونگ       | آسیب ساق پای چپ                   |       | FCB.com | مقابل دپورتیوو لینارس                                   | ۵ ژانویه ۲۰۲۲   | ۱۱ ژانویه ۲۰۲۲  |
| 24 | DF | ESP | اریک گارسیا         | آسیب همسترینگ پای راست            |       | FCB.com | مقابل گرانادا                                           | ۸ ژانویه ۲۰۲۲   | ۱۳ ژانویه ۲۰۲۲  |

 - بازیکن مصدوم است 

 - بازیکن بهبود یافته است

آخرین بروزرسانی: ۷ مه ۲۰۲۲
منبع: FC Barcelona